# روزشمار تاریخ ایالات متحده آمریکا

## دوره استعمار

### سده ۱۵ میلادی
۳ اوت ۱۴۹۲ : آغاز سفر کریستف کلمب

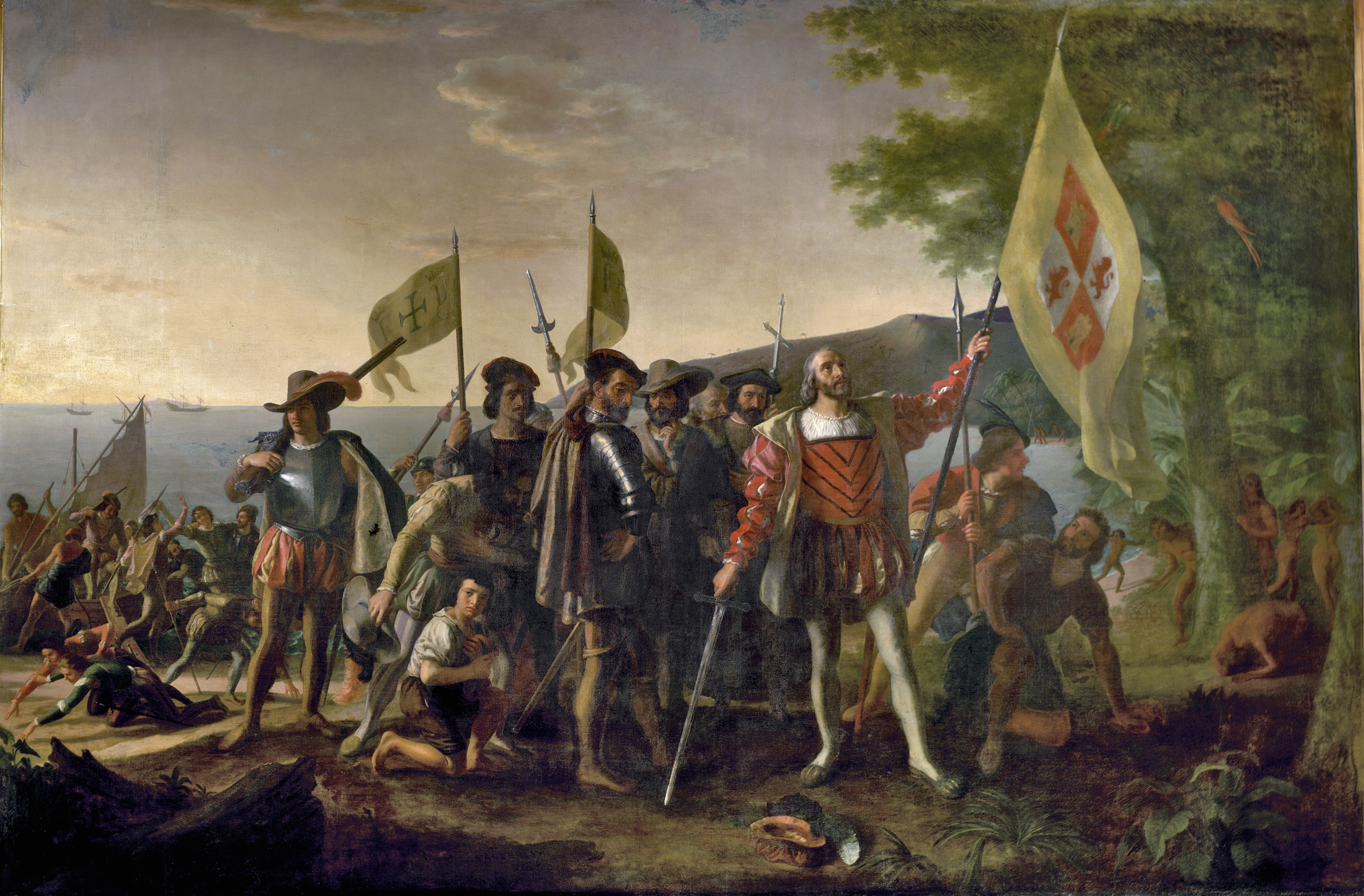
رسیدن کریستف کلمب به قاره آمریکا

۱۱ اکتبر ۱۴۹۲ : رسیدن کریستف کلمب به قاره آمریکا
۱۴۹۷ : جان کابوت نخستین اروپائی بود که بعد از وایکینگ‌ها به خاک آمریکای شمالی پا گذاشت
۱۴۹۷ : نقشه‌برداری نیوفنلند، نوا اسکوشیا و نیوانگلند از سوی جان بوکات انگلیسی

### سده ۱۶ میلادی
۲۷ مارس ۱۵۱۳ : پونس دو لئون اسپانیایی اولین اروپایی بود که پا بر روی خاکی گذاشت که بعدها به ایالات متحده آمریکا تبدیل شد. وی آن منطقه را ترافلوریدا یا سرزمین گل نامید.
۱۵۲۴ : جووانی دا وراتزانو سواحل اقیانوس اطلس حد فاصل کارولینای شمالی تا مین را کشف کرد
۱۵۴۲ : ارناندو د سوتو رودخانه می‌سی‌سی‌پی را کشف کرد و مدعی حاکمیت اسپانیا بر آمریکای شمالی شد
سپتامبر ۱۵۶۵ : ایجاد اولین محل استقرار دائمی اروپائیان در خاک ایالات متحده.
۱۵۸۱ : تولد نخستین کودک از مادر و پدر انگلیسی در خاک ایالات متحده آمریکا به نام ویرجینیا دیر
۱۵۸۷ : سر والتر رالی نخستین مستعمره انگلستان در دنیای جدید را به نام «مستعمره روانکونی» Roanoke Colony در سرزمین ویرجینیا بنیان گذاشت.
۱۵۹۰ : مستعمره روانکونی مضمحل شد.

### سده ۱۷ میلادی
۱۶۰۷ : تأسیس مهاجرنشین ویرجینیا توسط بریتانیایی‌ها به عنوان نخستین مستعمره از مستعمرات سیزده‌گانه انگلیسی و همچنین ساخت شهر جیمزتاون
۱۶۰۷ : تأسیس مستعمره پوفام در مین
۱۶۰۸ : اضمحلال مستعمره پوفام
۱۶۰۹ : کشف رودخانه هادسن توسط هنری هودسن هلندی
۱۶۱۰ : انتخاب سانتافه به عنوان پایتخت نیومکزیکو
۱۶۱۱ : تأسیس مستعمره هنریکاس Henricus در ویرجینیا
۱۶۱۲ : استعمال تنباکو توسط جان رولف در جیمز تاون متداول شد
۱۶۱۴ : تأسیس فورت ناسائو توسط هلندی‌ها در آلبانی، نیویورک کنونی
۱۶۱۸ : تأسیس Wolstenholme Towne در ویرجینیا
اوت ۱۶۱۹ : ورود اولین کشتی بردگان سیاه به شهر جیمز تاون
۳۰ ژوئیه ۱۶۱۹ : تأسیس نخستین مجمع نمایندگان انگلیسی‌ها در آمریکا در جیمز تاون ویرجینیا

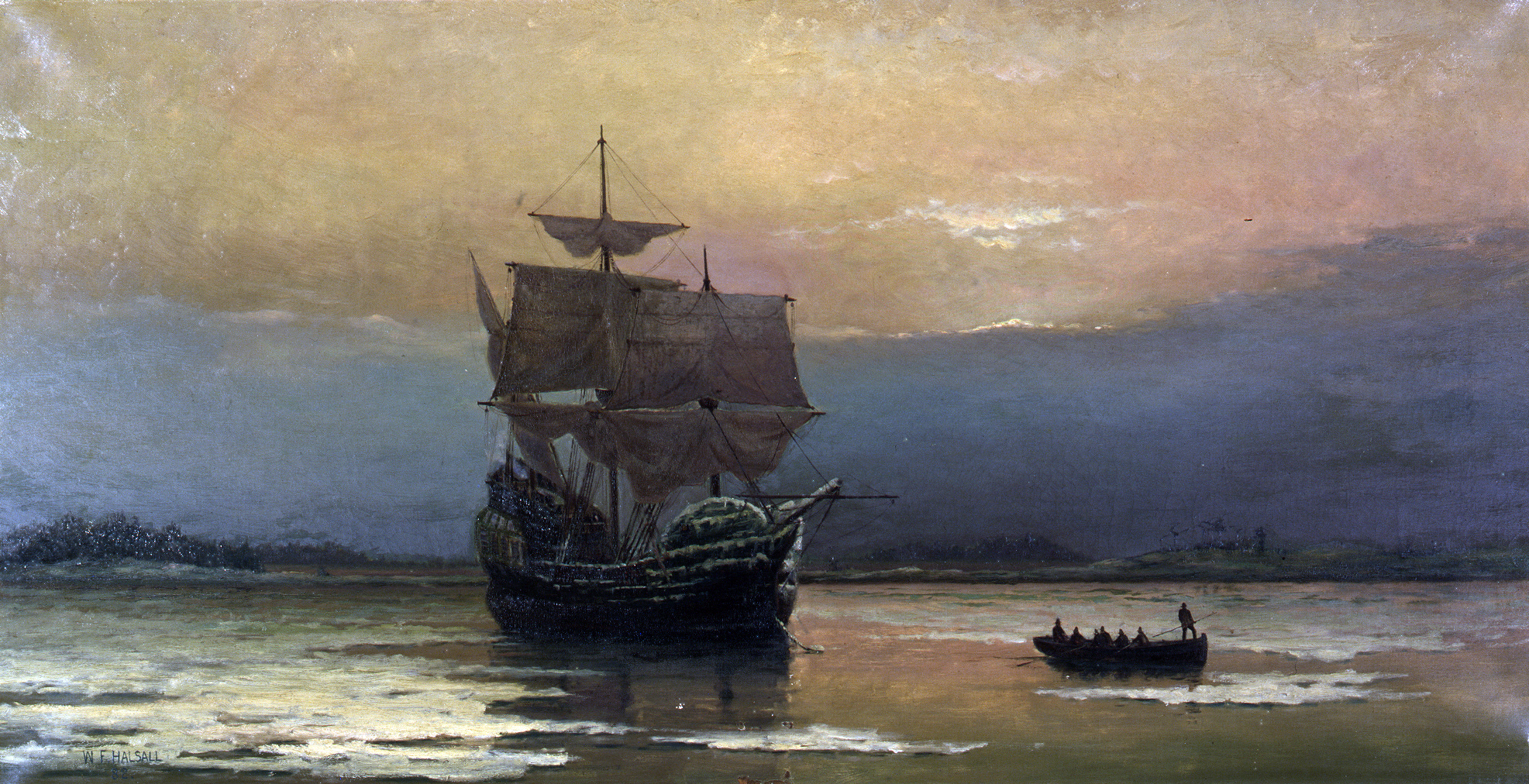
کشتی می‌فلاور

۱۶ سپتامبر ۱۶۲۰ : حرکت کشتی می‌فلاور از بندر پلیموث با ۱۸۰ مسافر
۲۱ دسامبر ۱۶۲۰ : پیاده شدن مسافرین در پلیموث ماساچوست و امضای پیمان می‌فلاور
۱۶۲۴ : القای قرارداد کمپانی ویرجینیا و تأسیس مستعمره پادشاهی در این سرزمین
۱۶۲۶ : خریداری جزیره منهتن از سرخ‌پوستان توسط هلندی‌ها تأسیس مستعمره نیو آمستردام
۱۶۲۹ : تأسیس مستعمره ساحل ماساچوست
۱۶۳۰ : سفر وینتروپ فلیت به مستعمره ساحل ماساچوست
۱۶۳۰ : تأسیس مستعمره Rensselaerwyck

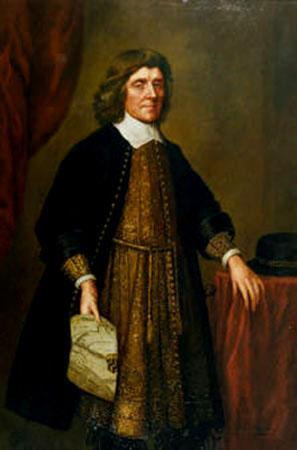
بنیانگذار مریلند

۱۶۳۳ : تأسیس مستعمره مریلند توسط کاتولیک‌ها
۱۶۳۳ : ایجاد مستعمره جورجیا
۱۶۳۴ : کشف دریاچه‌های بزرگ توسط سیاحان فرانسوی
۱۶۳۴ : تأسیس مستعمرهٔ مریلند
۱۶۳۴ : تبعید راجر ویلیامز از مستعمره ساحل ماساچوست
۱۶۳۵ : تأسیس مستعمره کنتیکت
۱۶۳۶ : تأسیس کالج هاروارد به عنوان نخستین کالج در آمریکا
۱۶۳۶ : تأسیس مستعمره رودآیلند توسط راجر ویلیامز
۱۶۳۷ : تأسیس مستعمره نیو هون
۱۶۳۷ : «جنگ پکوت» Pequot War در نیوانگلند
۱۶۳۸ : تأسیس مستعمره دلاویر
۱۶۳۸ : تأسیس مستعمره سوئد نو
۱۶۳۹ : انتشار نخستین سند قانون اساسی در کنتیکت
۱۶۳۹ : امضای پیمان تأسیس مستعمره نیو هون
۱۶۳۹ : صدور فرمان تأسیس کنتیکت
۱۶۴۰ : جنگ فرانسه و ایرکوس (Beaver Wars)
۱۶۴۳ : ایجاد «کنفدراسیون نیوانگلند»
۱۶۴۳ – ۱۶۴۵ : Kieft's War در هلند نو
۱۶۴۷ : تصویب قانون آموزش اجباری در ماساچوست
۱۶۴۹ : تصویب قانون تحمل مذهبی مریلند
۱۶۵۱ : تصویب قانون دریانوردی از سوی پارلمان انگلستان با هدف انحصاری کردن حمل ونقل کالاهای مستعمره نشینان توسط کشتی‌های انگلیسی
۱۶۵۵ : «جنگ پیچ تری»
۱۶۵۹ : «جنگ اسوپوس»
۱۶۶۳ : تأسیس مستعمره کارولینا
۱۶۶۴ : تأسیس مستعمره کنتیکت

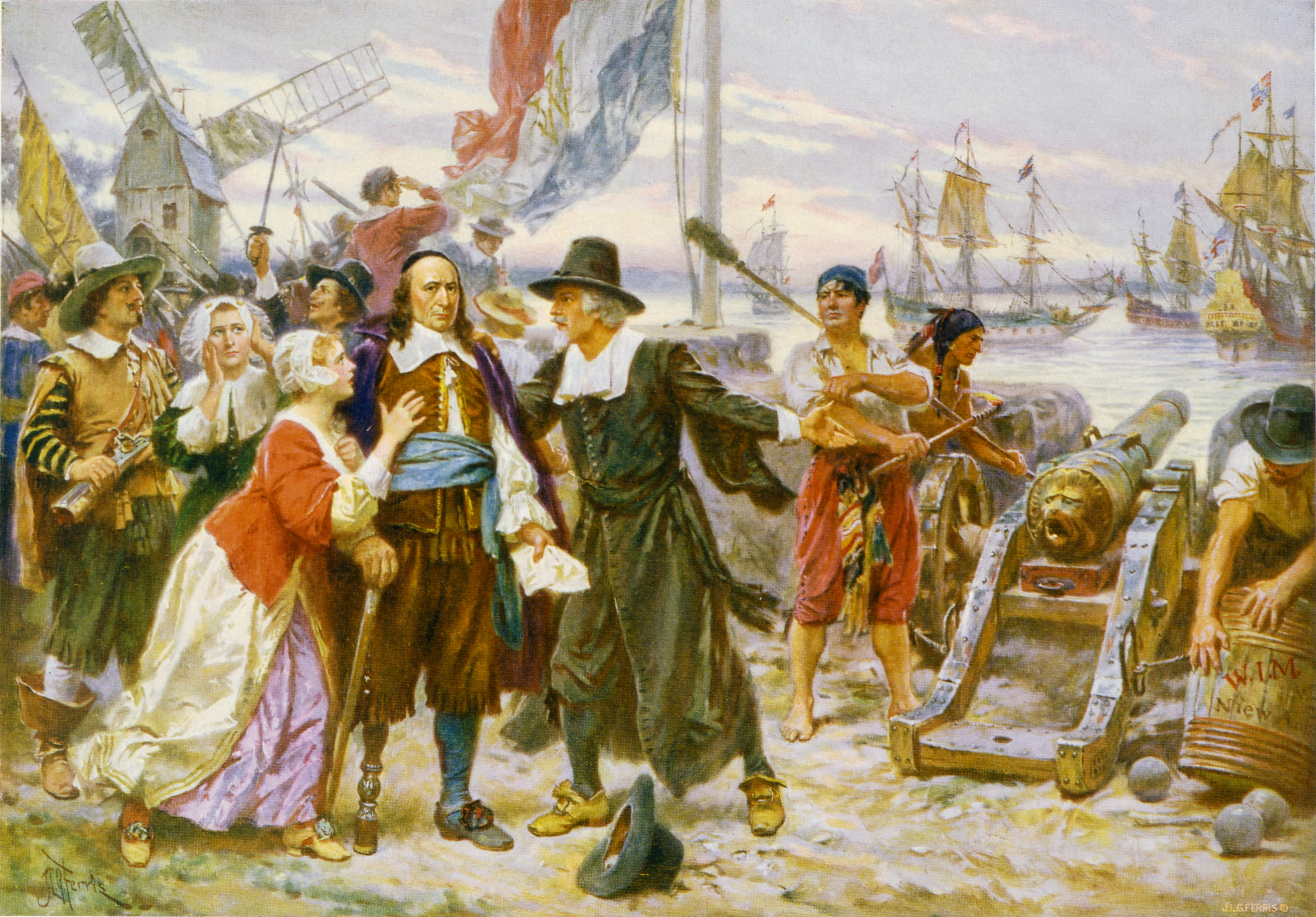
سقوط نیو آمستردام (۱۶۶۴)

۱۶۶۴ : انگلستان نیو آمستردام را از دست هلندی‌ها گرفت و نام آن را به نیویورک تغییر داد
۱۶۶۴ : تأسیس مستعمره نیوجرسی
۱۶۶۴ : تأسیس مستعمره دلاویر
۱۶۶۴ : تأسیس کمپانی هند شرقی در پاریس و ورود فرانسه برای رقابت با انگلستان در آمریکا
۱۶۶۷ : انگلستان پس از پیروزی در جنگ با هلندی‌ها مالک سرتاسر مناطق مین تا کارولینا شد
۱۶۶۹ : کشف رشته‌کوه آپالیشین توسط جان لدرر
۱۶۷۰ : تأسیس چارلستون
۱۶۷۲ : کشف منطقه ایلینوی
۱۶۷۴ : کشف رودخانه می‌سی‌سی‌پی توسط سیاحان فرانسوی
۱۶۷۵ : «جنگ شاه فیلیپ» در نیوانگلند
۱۶۷۶ : شورش باکون‌ها در ویرجینیا
۱۶۷۶ : شورش پوئبلوها در نیومکزیکوی تحت فرمان اسپانیا
۱۶۷۷ : تأسیس مستعمره مین توسط مستعمره ساحل ماساچوست
۱۶۷۹ : تأسیس مستعمره نیوهمپشایر

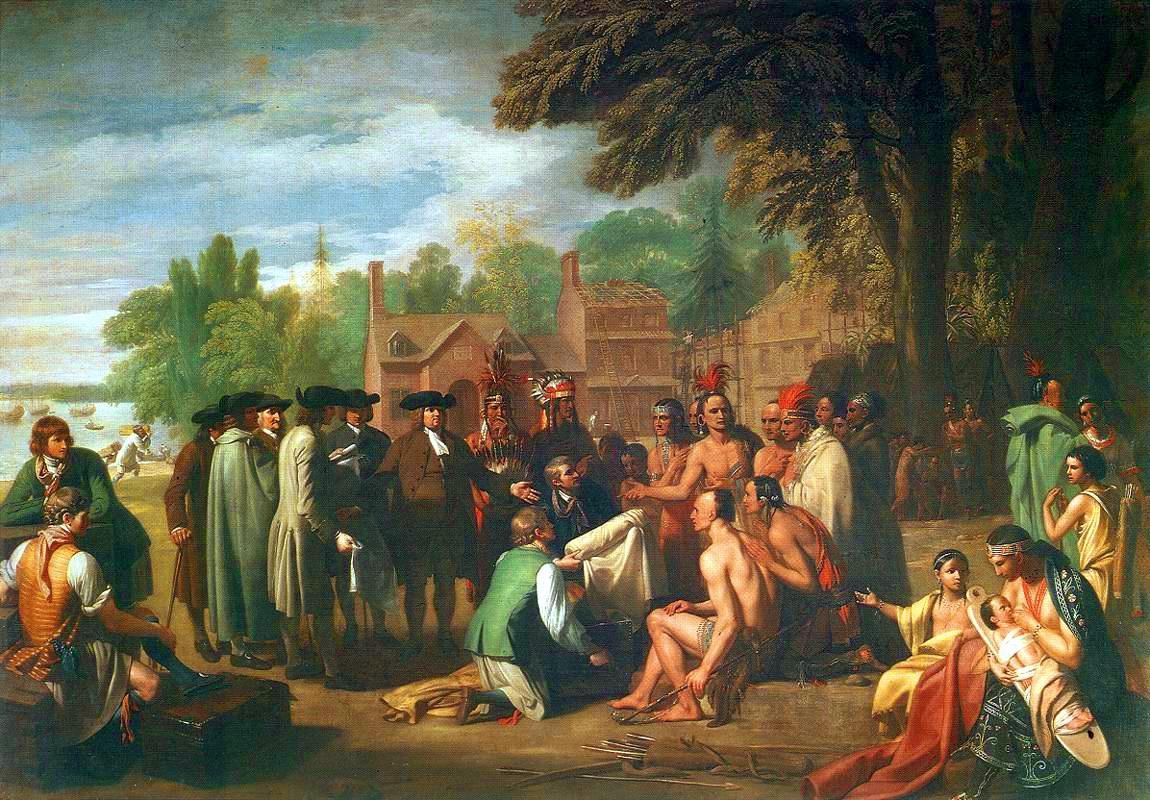
ویلیام پن و سرخپوستان

۱۶۸۱ : اعطای مالکیت سرزمین وسیعی به ویلیام پن
۱۶۸۲ : بنیان‌گذاری شهر فیلادلفیا
۱۶۸۲ : تأسیس لوئیزیانا توسط سیاحان فرانسوی
۱۶۸۲ : کاهش اختیارات مستعمرات از سوی جورج دوم بریتانیای کبیر
۱۶۸۶ : افول قدرت دومینیون نیوانگلند
۱۶۸۷ : کوچ سرخ‌پوستان یاماسی از فلوریدای اسپانیا به کارولینای جنوبی به عنوان مهم‌ترین متحد انگلیسی‌ها
۱۶۹۲ : دادگاه محکومیت جادوگری سیلم Salem در ماساچوست
۱۶۸۹–۱۶۹۸ : جنگ اول فرانسه و انگلستان در آمریکا
۱۶۹۸ : تأسیس نخستین مستعمره فرانسوی در مصب رودخانه می‌سی‌سی‌پی با خلیج مکزیک

### سده ۱۸ میلادی
۱۷۰۱–۱۷۱۳ : جنگ دوم فرانسه و بریتانیا در آمریکا و واگذاری خلیج هودسن از سوی فراسویان به انگلیسیان
۱۷۰۴ : چاپ نخستین روزنامه در آمریکا، به نام نیوزلتر
۱۷ ژانویه ۱۷۰۶ : تولد بنیامین فرانکلین
۱۷۱۶ : تأسیس نخستین سالن تئاتر آمریکا در ویلیامزبرگ
۳۰ ژوئیه ۱۷۱۸ : مرگ ویلیام پن، بنیان‌گذار ایالت پنسیلوانیا
۱۲ فوریه ۱۷۲۲ : تولد جرج واشینگتن
۱۷۲۹ : تقسیم مستعمره کارولینا به کارولینای شمالی و کارولینای جنوبی
۱۷۳۱ : تأسیس نخستین کتابخانه عمومی آمریکا در شهر فیلادلفیا
۱۷۳۳ : تأسیس ایالت جورجیا
۱۷۳۴ : آغاز نخستین بیداری بزرگ توسط کشیش جوناتان ادواردز
۱۷۳۵ : دادگاه جان پیتر زینگر در مورد آزادی مطبوعات
۲۰ اکتبر ۱۷۳۵ : تولد جان آدامز
۲۹ ژانویه ۱۷۳۷ : تولد توماس پین، نویسندهٔ کتاب عقل سلیم
۱۷۳۸ : پایه‌گذاری کلیسای متدیست‌ها توسط جان وزلی
۱۳ آوریل ۱۷۴۳ : تولد توماس جفرسون
۱۷۵۴ : آغاز جنگ فرانسویان با سرخ‌پوستان
۱۷۵۴ : تشکیل نخستین کنگره مستعمره نشینان در آلبانی، نیویورک با هدف متحد کردن مستعمرات انگلیسی علیه فرانسه، ارائه طرح وحدت از سوی بنیامین فرانکلین
۱۰ فوریه ۱۷۶۳ : بر اساس پیمان پاریس در پی جنگ ۷ ساله، سرتاسر کانادا به بریتانیا واگذار شد و اسپانیا، متحد فرانسه، فلوریدا را از دست داد، واگذاری لوئیزیانای بزرگ به اسپانیا از سوی فرانسه در ازای از دست دادن فلوریدا

### جنگ‌های استقلال
۱۷۶۳ : آغاز شورش پونتیاک
۱۷۶۳ : انتشار اعلامیه وفاداری به سلطنت انگلستان
۱۷۶۴ : تصویب قانون ممنوعیت چاپ اسکناس توسط مستعمره نشینان از سوی پارلمان بریتانیا
۱۷۶۴ : تصویب قانون مالیات بر شکر و ملاس از سوی پارلمان بریتانیا
۱۷۶۵ : تصویب قانون تمبر توسط پارلمان بریتانیا
۱۷۶۷ : الغای قانون تمبر
۱۷۶۷ : تصویب قوانین تاونزند در مورد افزایش مالیات اغلب کالاهای وارداتی از بریتانیا
۱۷۷۰ : در پی جنبش تحریم کالاهای انگلیسی، قوانین تاونزند به جز در مورد چای لغو شد
۵ مارس ۱۷۷۰ : وقوع شورش اهالی بوستون و کشتار مردم توسط سربازان انگلیسی
۱۷۷۱ : نبرد آلمانیک در کارولینای شمالی
۱۷۷۲ : ایجاد کمیته نامه‌نگاری از سوی ساموئل آدامز
۱۷۷۳ : الغای قانون چای از سوی پارلمان انگلستان
۱۶ دسامبر ۱۷۷۳ : واقعهٔ مهمانی چای بوستون
۵ سپتامبر ۱۷۷۴ : تشکیل نخستین کنگره قاره‌ای در فیلادلفیا با حضور نمایندگان ۱۲ مستعمره با هدف درخواست لغو قوانین تحمل ناپذیر از سوی پارلمان بریتانیا
۱۹ آوریل ۱۷۷۵ : وقوع نخستین نبرد جنگی میان مستعمره‌نشینان و ارتش انگلستان در لگزینگتون
۱۰ مه ۱۷۷۵ : تشکیل دومین کنگره قاره‌ای در فیلادلفیا و تشکیل ارتش قاره‌ای به فرماندهی جورج واشینگتن
۱۷ ژوئن ۱۷۷۵ : نبرد بانکر هیل
۱۷ مارس ۱۷۷۶ : تخلیه بندر بوستون از سوی انگلیسی‌ها
۱۰ ژانویه ۱۷۷۶ : انتشار رسالهٔ عقل سلیم نوشته توماس پین

## ایالات متحده آمریکا

### سده ۱۸ میلادی
۴ ژوئیه ۱۷۷۶ : صدور اعلامیه استقلال آمریکا
۶ اوت ۱۷۷۷ : نبرد اوریسکانی Oriskany
۱۱ سپتامبر ۱۷۷۷ : نبرد براندوین Brandywine
۲۰ سپتامبر ۱۷۷۷ : قتل‌عام پائولی (قتل‌عام)
۲۶ سپتامبر ۱۷۷۷ : اشغال فیلادلفیا از سوی نیروهای انگلیسی
۴ اکتبر ۱۷۷۷ : نبرد ژرمنتاون Germantown
۷ اکتبر ۱۷۷۷ : نبرد ساراتوگا
۱۷ اکتبر ۱۷۷۷ : ورود فرانسه به جنگ با انگلستان
۱۵ نوامبر ۱۷۷۷ : تصویب اصول کنفدراسیون توسط کنگره ایالات متحده آمریکا
۵ دسامبر ۱۷۷۷ : نبرد وایت مارش
۱۱ دسامبر ۱۷۷۷ : نبرد ماتسون فورد
۱۷۷۷ : تصویب قانون منع برده‌داری در ایالت ورمانت به عنوان نخستین قانون ضد برده‌داری در آمریکا
۱۹ دسامبر ۱۷۷۷ : استقرار نیروهای آمریکایی در ولی فورج
۶ فوریه ۱۷۷۸ : به رسمیت شناخته شدن ایالات متحده آمریکا از سوی دولت فرانسه
۲۰ مه ۱۷۷۸ : نبرد بارن هیل
ژوئن ۱۷۷۸ : پایان اشغال فیلادلفیا توسط نیروهای انگلیسی
۲۲ ژوئن ۱۷۷۸ : کشف جزایر هاوایی توسط جیمز کوک انگلیسی
۱۷۸۱ : با تصویب اصول کنفدراسیون توسط مریلند، این سند جنبه اجرایی گرفت
۱۷۸۱ : محاصره نیروهای انگلیسی در یورک تاون
۱۷۸۱ : تأسیس نخستین بانک در ایالات متحده، بانک آمریکای شمالی در پنسیلوانیا
۳۰ نوامبر ۱۷۸۲ : امضای معاهده مقدماتی صلح میان ایالات متحده و انگلستان و به رسمیت شناختن کشور جدید از سوی لندن، واگذاری فلوریدا از سوی اسپانیا به ایالات متحده
دسامبر ۱۷۸۲ : تخلیه بندر چارلستون از سوی انگلیسی‌ها
۳ آوریل ۱۷۸۳ : تولد واشینگتن ایروینگ، نویسنده
۳ سپتامبر ۱۷۸۳ : امضای معاهده نهایی صلح میان ایالات متحده و انگلستان، پس دادن فلوریدا به اسپانیا
۳ سپتامبر ۱۷۸۳ : پایان جنگ استقلال
۳ سپتامبر ۱۷۸۳ : واگذاری سرزمین بین رشته کوه‌های آپالیشن تا سواحل شرقی رود می‌سی‌سی‌پی
۲۵ نوامبر ۱۷۸۳ : تخلیه آمریکا توسط نیروهای انگلیسی
۱۷۸۶ : شورش قبیله شاین
۲۵ مه ۱۷۸۷ : آغاز به کار مجمع قانون اساسی در فیلادلفیا
۱۷۸۷ : صدور فرمان شمال‌غرب
۲۷ سپتامبر ۱۷۸۷ : انتشار سند قانون اساسی
۷ دسامبر ۱۷۸۷ : دلاویر قانون اساسی را تصویب کرد
۱۴ دسامبر ۱۷۸۷ : پنسیلوانیا قانون اساسی را تصویب کرد
۱۸ دسامبر ۱۷۸۷: نیوجرسی قانون اساسی را تصویب کرد
۲ ژانویه ۱۷۸۸ : جورجیا قانون اساسی را تصویب کرد
۹ ژانویه ۱۷۸۸ : کنتیکت قانون اساسی را تصویب کرد
۶ فوریه ۱۷۸۸ : ماساچوست قانون اساسی را تصویب کرد
۲۶ آوریل ۱۷۸۸ : مریلند قانون اساسی را تصویب کرد
۲۳ مه ۱۷۸۸ : کارولینای جنوبی قانون اساسی را تصویب کرد
۲۱ ژوئن ۱۷۸۸ : نیوهمپشر قانون اساسی را تصویب کرد
۲۱ ژوئن ۱۷۸۸ : قانون اساسی ایالات متحده آمریکا جنبه اجرایی گرفت
۲۵ ژوئن ۱۷۸۸ : ویرجینیا قانون اساسی را تصویب کرد
۲۶ ژوئیه ۱۷۸۸ : ایالت نیویورک قانون اساسی را تصویب کرد
نوامبر ۱۷۸۸ : نخستین انتخابات ریاست جمهوری ایالات متحده آمریکا
۴ مارس ۱۷۸۹ : نخستین جلسه کنگره ایالات متحده آمریکا در نیویورک

#### ریاست جمهوری جورج واشینگتن
۳۰ آوریل ۱۷۸۹ : مراسم سوگند جورج واشینگتن به عنوان نخستین رئیس‌جمهور ایالات متحده آمریکا
۲۷ ژوئیه ۱۷۸۹ : تأسیس وزارت امورخارجه ایالات متحده آمریکا
۱۷ اوت ۱۷۸۹ : تأسیس وزارت دفاع ایالات متحده آمریکا
۲ سپتامبر ۱۷۸۹ : تأسیس وزارت خزانه داری ایالات متحده آمریکا
۲۴ سپتامبر ۱۷۸۹ : تأسیس دفتر وزارت دادگستری ایالات متحده آمریکا
۱۷۸۹ : تأسیس سازمان خدمات پستی
۱۷۸۹ : تصویب قانون قضایی
۱۷۸۹ : تصویب تعرفه‌های هامیلتون
۲۱ نوامبر ۱۷۸۹ : کارولینای شمالی قانون اساسی را تصویب کرد
۱۱ دسامبر ۱۷۸۹ : انتخاب شهر واشینگتن دی سی به عنوان پایتخت ایالات متحده
۲۹ مه ۱۷۹۰ : رودآیلند قانون اساسی را تصویب کرد
۱۷ آوریل ۱۷۹۰ : مرگ بنیامین فرانکلین
۴ مارس ۱۷۹۱ : پیوستن ورمانت به ایالات متحده
۱۵ دسامبر ۱۷۹۱ : تصویب منشور حقوق ایالات متحده آمریکا، ۱۰ اصلاحیه اول قانون اساسی
۱۷۹۲ : پیوستن کنتاکی به ایالات متحده
مارس ۱۷۹۲ : تأسیس دادستانی کل
۱۷۹۲ : آغاز به ساخت کاخ سفید
۱۷۹۲ : قانون محدود شدن خدمت سربازی به سفید پوستان
۱۷۹۲ : تأسیس نخستین کارخانه به سبک اروپائیان توسط ساموئل اسلاتر
نوامبر ۱۷۹۲ : پیروزی مجدد جورج واشینگتن در انتخابات ریاست جمهوری
۲۱ آوریل ۱۷۹۳ : اعلام بیطرفی ایالات متحده در جنگ فرانسه و انگلستان
۳۰ آوریل ۱۷۹۳ : آغاز دور دوم ریاست جمهوری جورج واشینگتن
۱۸ سپتامبر ۱۷۹۳ : قراردادن سنگ بنای کاپیتول هیل توسط جورج واشینگتن
۱۷۹۳ : اختراع ماشین پنبه پاک کنی توسط الی ویتنی
۱۷۹۳ : شروع ساختمان کاپیتول هیل
۱۷۹۳ : تصویب قانون فرار برده‌ها
۱۷۹۴ : شورش ویسکی
۱۷۹۴ : نبرد فالن تیمبرز Fallen Timbers
۷ فوریه ۱۷۹۵ : تصویب اصلاحیه یازدهم قانون اساسی ایالات متحده آمریکا
۲۷ اکتبر ۱۷۹۵ : به رسمیت شناخته شدن حق کشتیرانی آمریکا بر روی رودخانه می‌سی‌سی‌پی از سوی اسپانیا
۲۴ ژوئن ۱۷۹۵ : انعقاد قرارداد با لندن مبنی بر تخلیه سرزمین‌های شمال غرب از سوی انگلستان تا سال ۱۷۹۶
نوامبر ۱۷۹۶ : پیروزی جان آدامز در انتخابات ریاست جمهوری
۱۷۹۶ : پیوستن ایالت تنسی به ایالات متحده
۱۷۹۷ : نطق معروف خداحافظی جورج واشینگتن

#### ریاست جمهوری جان آدامز
۳۰ آوریل ۱۷۹۷ : آغاز ریاست جمهوری جان آدامز
۸ ژانویه ۱۷۹۸ : اصلاحیه یازدهم قانون اساسی، افزایش قدرت قضایی کشور در حوزه سرزمینی
۱۷۹۸ : قطعنامه ویرجینیا و کنتاکی
۳۰ آوریل ۱۷۹۸ : تأسیس وزارت دریاداری با جدا شدن از وزارت جنگ
۱۴ ژانویه ۱۷۹۹ : نخستین استیضاح (روند استیضاح در ایالات متحده آمریکا) در تاریخ آمریکا، استیضاح سناتور ایالت تنسی
۱۴ دسامبر ۱۷۹۹ : مرگ جورج واشینگتن

### سده ۱۹ میلادی
- تابستان ۱۸۰۰: انتقال پایتخت از فیلادلفیا به واشینگتن دی سی
- نوامبر ۱۸۰۰: پیروزی توماس جفرسون در انتخابات ریاست جمهوری ایالات متحده آمریکا
- ۱۷ نوامبر ۱۸۰۰: |نخستین جلسه کنگره ایالات متحده آمریکا در واشینگتن دی سی پس از انتقال پایتخت
- ۱۸۰۰: تأسیس کتابخانه کنگره ایالات متحده آمریکا

#### ریاست جمهوری توماس جفرسون
- ۳۰ آوریل ۱۸۰۱: آغاز ریاست جمهوری توماس جفرسون
- ۱۸۰۱: اعلان جنگ پاشای طرابلس به ایالات متحده آمریکا به دلیل سرباز زدن کشتی‌های آمریکایی به پرداخت باج و خراج
- ۱۰ ژوئن ۱۸۰۱:پس گرفتن لوئیزیانای بزرگ از اسپانیا توسط فرانسه
- ۱ مارس ۱۸۰۲:پیوستن اوهایو به ایالات متحده
- ۱۸۰۳:ابطال قوانین مصوبه کنگره ایالات متحده آمریکا توسط دیوان عالی فدرال ایالات متحده آمریکا برای نخستین بار در پرونده Marbury v. Madison
- دسامبر ۱۸۰۳: خریداری لوئیزیانای بزرگ به قیمت ۳ میلیون دلار از فرانسه
- ۱۸۰۴:رسیدن سیاحان آمریکایی لوئیس و کلارک به ساحل اقیانوس آرام
- ۱۲ ژوئیه ۱۸۰۴: مرگ الکساندر همیلتون در دوئل
- ۱۸۰۴:ممنوعیت برده داری در ایالت نیوجرسی
- ۲۵ سپتامبر ۱۸۰۴:اصلاحیه دوازدهم قانون اساسی ایالات متحده آمریکا، انتخاب رئیس‌جمهور ایالات متحده آمریکا و معاون رئیس‌جمهور ایالات متحده آمریکا با رأی مستقیم مردم
- ۱۸۰۴:سیموئل هینس، نخستین سیاهپوستی که از یک کالج آمریکا مدرک دانشگاهی گرفت
- نوامبر ۱۸۰۴: پیروزی مجدد توماس جفرسون در انتخابات ریاست جمهوری ایالات متحده آمریکا
- ۳۰ آوریل ۱۸۰۵: آغاز دور دوم ریاست جمهوری توماس جفرسون
- ۱۸۰۷:اختراع کشتی بخار توسط رابرت فالتون
- دسامبر ۱۸۰۷: تصویب قانون تحریم در کنگره ایالات متحده آمریکا در واکنش به جنگ‌های اروپایی با هدف بستن کلیه بنادر دریایی آمریکا
- ۱۸۰۸: پایان تجارت برده با آفریقا
- نوامبر ۱۸۰۸:پیروزی جیمز مدیسون در انتخابات ریاست جمهوری ایالات متحده آمریکا
- ۱۹ ژانویه ۱۸۰۹:تولد ادگار آلن پو، نویسنده

#### ریاست جمهوری جیمز مدیسون
- ۳۰ آوریل ۱۸۰۹:آغاز ریاست جمهوری جیمز مدیسون
- ۱۸۰۹: لغو قانون تحریم
- ۱۸۰۹:تولد آبراهام لینکلن
- ۸ ژوئن ۱۸۰۹:مرگ توماس پین
- ۱۸۱۰:ابطال مصوبات ایالتی از سوی دیوان عالی فدرال ایالات متحده آمریکا برای نخستین بار در پرونده Fletcher v. Peck
- ۱۴ ژوئن ۱۸۱۱:تولد هریت بیچر استو، نویسنده
- ۱۸۱۱:مخالفت کنگره ایالات متحده آمریکا با تمدید فعالیت بانک مرکزی ایالات متحده
- ۳۰ آوریل ۱۸۱۲:پیوستن لوئیزیانا به ایالات متحده
- ۸ ژوئن ۱۸۱۲:اعلان جنگ ایالات متحده آمریکا به امپراتوری بریتانیا به دلیل محاصره دریایی آمریکا از سوی انگلیسی‌ها
- نوامبر ۱۸۱۲: پیروزی مجدد جیمز مدیسون در انتخابات ریاست جمهوری ایالات متحده آمریکا
- ۳۰ آوریل ۱۸۱۳:آغاز دور دوم ریاست جمهوری جیمز مدیسون
- ۵ اکتبر ۱۸۱۳: شکست قبایل سرخ‌پوست سرزمین‌های شمال غرب
- مارس ۱۸۱۴:شکست قبایل سرخ‌پوست در تنسی
- تابستان ۱۸۱۴: تصرف واشینگتن دی سی توسط انگلیسی‌ها و به آتش کشیدن کاخ سفید
- ۸ ژانویه ۱۸۱۵: شکست انگلستان در جنگ با ایالات متحده آمریکا
- ۲۵ ژوئن ۱۸۱۶: آغاز نخستین سفر کشتی بخاری در آمریکا
- ۱۱ دسامبر ۱۸۱۶:پیوستن ایندیانا به ایالات متحده
- نوامبر ۱۸۱۶:پیروزی جیمز مونرو در انتخابات ریاست جمهوری ایالات متحده آمریکا

#### ریاست جمهوری جیمز مونرو
- ۳۰ آوریل ۱۸۱۷: آغاز ریاست جمهوری جیمز مونرو
- ۱۰ دسامبر ۱۸۱۷:پیوستن می‌سی‌سی‌پی به ایالات متحده
- ۱۸۱۷: تأسیس انجمن استعمار آمریکایی با هدف مقابله با برده داری
- ۱۸۱۷:تأسیس کالج حقوق دانشگاه هاروارد
- ۳ دسامبر ۱۸۱۸:پیوستن ایلینوی به ایالات متحده
- ۱۸۱۸: تعیین مرز ایالات متحده آمریکا و انگلستان (کانادا) در مدار ۴۹ درجه عرض جغرافیایی، اداره مشترک اورگن توسط ایالات متحده و انگلستان
- ۱۳ مه ۱۸۱۹: تولد والت ویتمن، نویسنده
- ۱۸۱۹: خریداری فلوریدا از اسپانیا به قیمت ۵ میلیون دلار
- ۱ اوت ۱۸۱۹: تولد هرمان ملویل، نویسنده
- ۱۴ دسامبر ۱۸۱۹: پیوستن آلاباما به ایالات متحده
- ۱۸۱۹:درخواست میسوری برای تشکیل ایالت جدید با نظام برده داری
- ۱۸۱۹: انتشار کتاب طرح‌ها به قلم واشینگتن ایروینگ
- ۱۸۲۰: تصویب مصالحه میسوری در مورد ممنوع شدن برده داری بالای مدار ۳۰/۳۶ درجه عرض جغرافیایی
- ۱۵ مارس ۱۸۲۰:پیوستن مین به ایالات متحده
- نوامبر ۱۸۲۰:پیروزی مجدد جیمز مونرو در انتخابات ریاست جمهوری ایالات متحده آمریکا
- ۳۰ آوریل ۱۸۲۱:آغاز دور دوم ریاست جمهوری جیمز مونرو
- ۱۰ اوت ۱۸۲۱:پیوستن میسوری به ایالات متحده
- ۱۸۲۱:انتشار نخستین روزنامه ضد برده داری در اوهایو
- ۱۸۲۱:گسترش سرزمین تحت مالکیت روسیه تا مدار ۵۱ درجه عرض جغرافیایی
- ۱۸۲۱:استقلال مکزیک از اسپانیا
- ۱۸۲۲: صرف نظر کردن روسیه از جنوب مدار ۴۰/۵۴ درجه عرض جغرافیایی به نفع ایالات متحده که شامل آلاسکای جنوبی می‌شد
- ۲ دسامبر ۱۸۲۳:ارائه دکترین مونرو
- نوامبر ۱۸۲۴:پیروزی جان کوینسی آدامز در انتخابات ریاست جمهوری ایالات متحده آمریکا

#### ریاست جمهوری جان کوئینسی آدامز
- ۳۰ آوریل ۱۸۲۵: آغاز ریاست جمهوری جان جان کوئینسی آدامز
- ۱۸۲۵:افتتاح کانال کشتیرانی میان خلیج هادسن و دریاچه ایری
- ۲۶ ژوئیه ۱۸۲۶:مرگ توماس جفرسون
- ۱۸۲۷ :تأسیس نخستین روزنامه متعلق به سیاهپوستان به نام " مجله آزادی "
- ۱۸۲۸:تأسیس حزب دموکرات ایالات متحده آمریکا توسط اندرو جکسون
- ۱۸۲۸:تشکیل کنوانسیون‌های ملی در ایالات متحده آمریکا از سوی احزاب
- نوامبر ۱۸۲۸:پیروزی آندرو جکسون در انتخابات ریاست جمهوری ایالات متحده آمریکا

#### ریاست جمهوری اندرو جکسون
- ۳۰ آوریل ۱۸۲۹: آغاز ریاست جمهوری اندرو جکسون
- ۱۸۳۰:چاپ کتاب مورمون توسط ژوزف اسمیت رهبر فرقه مورمون‌ها
- ۱۰ دسامبر ۱۸۳۰:تولد امیلی دیکنسون، شاعر
- ۲۱ اوت ۱۸۳۱: شورش برده‌ها به رهبری نات ترنر در ویرجینیا
- ۱۸۳۲: بروز اختلاف میان دولت مرکزی و کارولینای جنوبی در خصوص تعرفه‌های گمرکی
- ۱۸۳۲: رأی دیوان عالی فدرال ایالات متحده آمریکا به نفع سرخ‌پوستان چروکی، مخالفت جکسون
- ۱۸۳۲:جنگ بلک هوک با سرخ‌پوستان
- ۱۸۳۲: آغاز جنگ سیمینول Seminole War
- ۱۸۳۲:تأسیس اداره امور سرخ‌پوستان
- ۱۸۳۲:تهدید کارولینای جنوبی به خروج از اتحادیه درصورت لغو نشدن قانون تعرفه‌های گمرکی
- نوامبر ۱۸۳۲:پیروزی مجدد آندرو جکسون در انتخابات ریاست جمهوری ایالات متحده آمریکا
- ۳۰ آوریل ۱۸۳۳:آغاز دور دوم ریاست جمهوری آندرو جکسون
- ۱۸۳۵: چاپ کتاب دموکراسی آمریکا به قلم الکسی دو توکویل
- اول نوامبر ۱۸۳۵:اعلام استقلال تگزاس از مکزیک
- ۳۰ نوامبر ۱۸۳۵:تولد مارک توین، نویسنده
- ۱۸۳۶: انتخاب نخستین سیاه‌پوست به یک مقام اجرایی، الکساندر توئینگل برای مجلس قانونگذاری ایالت ورمانت
- ۱۵ ژوئن ۱۸۳۶:پیوستن آرکانزاس به ایالات متحده
- ۱۸۳۶: انتخاب نخستین قاضی کاتولیک دیوان عالی فدرال ایالات متحده آمریکا، راجر تنی
- ۱۸۳۶:آغاز جنگ آلامو با اسپانیا
- ۱۸۳۶: اختراع هفت تیر کلت توسط ساموئل کلت
- نوامبر ۱۸۳۶:پیروزی مارتین وان بورن در انتخابات ریاست جمهوری ایالات متحده آمریکا
- ۲۶ ژانویه ۱۸۳۷:پیوستن میشیگان به ایالات متحده
- ۱۸۳۷:به رسمیت شناختن جمهوری تگزاس

#### ریاست جمهوری مارتین وان بورن و ویلیام هنری هریسون
- ۳۰ آوریل ۱۸۳۷:آغاز ریاست جمهوری مارتین وان بورن
- ۱۸۳۷: پذیرش دانشجویان دختر برای اولین بار در اوبرلین کالج
- ۱۸۳۷:تأسیس نخستین مدرسه کارآموزی ایالتی سیاهپوستان در پنسیلوانیا
- ۱۸۳۸:انتشار نخستین مجله سیاهپوستان، " آیینه آزادی "
- ۸ ژوئیه ۱۸۳۹: تولد جان دیویس راکفلر
- نوامبر ۱۸۴۰: پیروزی ویلیام هنری هریسون در انتخابات ریاست جمهوری ایالات متحده آمریکا
- ۳۰ آوریل ۱۸۴۱: آغاز ریاست جمهوری ویلیام هنری هریسون
- ۱۸۴۱: راه اندازی نخستین خط راه‌آهن
- ۹ ژوئیه ۱۸۴۱:مرگ ویلیام هنری هریسون

#### ریاست جمهوری جان تایلر و جیمز پولک
- ۹ ژوئیه ۱۸۴۱:انتخاب جان تایلر به عنوان رئیس‌جمهوری
- ۱۸۴۲:تصرف شمال ایالت مین
- ۱۸۴۳:نخستین شهردار سیاهپوست، مکون آلن، در ایالت مین
- ۱۸۴۴:عقد قرارداد تجاری با چین
- ۲۴ مه ۱۹۴۴: مخابره نخستین پیام تلگرافی توسط ساموئل مورس
- نوامبر ۱۸۴۴:پیروزی جیمز پولک در انتخابات ریاست جمهوری ایالات متحده آمریکا
- ۳ مارس ۱۸۴۵:پیوستن فلوریدا به ایالات متحده
- ۳۰ آوریل ۱۸۴۵:آغاز ریاست جمهوری جیمز پولک
- ۴ ژوئیه ۱۸۴۵:تصویب الحاق تگزاس به ایالات متحده آمریکا در کنگره تگزاس
- ۲۹ دسامبر ۱۸۴۵:پیوستن کشور مستقل جمهوری تگزاس به ایالات متحده
- ۱۶ ژانویه ۱۸۴۶: آغاز جنگ آمریکا و مکزیک
- ۲۸ دسامبر ۱۸۴۶:پیوستن آیووا به ایالات متحده
- ۱۱ فوریه ۱۸۴۷:تولد توماس ادیسون
- ۱۸۴۷: آغاز به ساخت بنای یادبود واشینگتن
- ۱۸۴۷:تأسیس انجمن پزشکی آمریکا
- فوریه ۱۸۴۸:پایان جنگ آمریکا و مکزیک، انعقاد معاهده گوادالوپ هیدالکو، تصرف منطقه نیومکزیکو توسط آمریکاییان
- ۲۹ مه ۱۸۴۸:پیوستن ویسکانسین به ایالات متحده
- ۲۴ ژوئیه ۱۸۴۸:کشف طلا در کالیفرنیا، آغاز تب طلا
- ۱۷ سپتامبر ۱۸۴۸:سقوط مکزیکو سیتی
- ۱۸۴۸نوامبر:انتخاب زکریا تیلر در انتخابات ریاست جمهوری ایالات متحده آمریکا
- ۳ مارس ۱۸۴۹:تأسیس وزارت کشور ایالات متحده آمریکا

#### ریاست جمهوری زکریا تیلر و میلارد فیلمور
- ۳۰ آوریل ۱۸۴۹:آغاز ریاست جمهوری زکریا تیلر
- ۱۶ اکتبر ۱۸۴۹:درگذشت ادگار آلن پو، نویسنده

۱۸۵۰ : برای نخستین بار ارزش محصولات کارخانه‌ای از ارزش محصولات کشاورزی فراتر رفت
۱۸۵۰ : مصالحه در مورد نظام برده‌داری موسوم به خط کانزاس – نبراسکا
۹ سپتامبر ۱۸۵۰ : پیوستن کالیفرنیا به ایالات متحده
۱۸۵۰ : انتخاب میلارد فیلمور به ریاست جمهوری
اکتبر ۱۸۵۱ : راه اندازی خط مسافربری میان نیویورک، نیویورک و آلبانی، نیویورک
۱۸۵۱ : انتشار کتاب موبی دیک به قلم هرمان ملویل
۲۱ آوریل ۱۸۵۱ : راه اندازی خط راه‌آهن می‌سی‌سی‌پی
۱۸۵۲ : چاپ کتاب کلبه عمو تام توسط هریت بیچر استو
نوامبر ۱۸۵۲ : پیروزی فرانکلین پیرس در انتخابات ریاست جمهوری

#### ریاست جمهوری فرانکلین پیرس و جیمز بوکانان
۳۰ آوریل ۱۸۵۳ : آغاز ریاست جمهوری فرانکلین پیرس
۱۸۵۳ : خرید جنوب ایالت‌های نیومکزیکو و آریزونا از مکزیک
۱۸۵۳ : بازشدن دروازه‌های ژاپن توسط متیو پری
۱۸۵۴ : تأسیس حزب جمهوریخواه ایالات متحده آمریکا
۱۸۵۴ : تصویب قانون کانزاس – نبراسکا
۱۸۵۵ : انتشار کتاب برگ‌های علف به قلم والت ویتمن
۱۸۵۶ : ضری و شتم چارلز سامنر توسط پرستون بروکز بر روی پله‌های ساختمان کنگره ایالات متحده آمریکا
نوامبر ۱۸۵۶ : پیروزی جیمز بوکانان در انتخابات ریاست جمهوری
۱۸ دسامبر ۱۸۵۶ : تولد ژوزف جان تامسون، کاشف الکترون
۳۰ آوریل ۱۸۵۷ : آغاز ریاست جمهوری جیمز بوکانان
۶ مه ۱۸۵۷ : صدور رأی دیوان عالی فدرال ایالات متحده آمریکا در پرونده درد اسکات مبنی بر بر رد شکوائیه سیاهپوستان به دیوانعالی فدرال
۱۱ مه ۱۸۵۸ : پیوستن مینه‌سوتا به ایالات متحده
۱۴ فوریه ۱۸۵۹ : پیوستن اوریگان به ایالات متحده
۲۴ ژانویه ۱۸۵۹ : نخستین فوران چاه نفت در پنسیلوانیا
۱۶ اکتبر ۱۸۵۹ : شورش جان براون سفیدپوست علیه نظام برده داری در ویرجینیا
۲۸ نوامبر ۱۸۵۹ : مرگ واشینگتن ایروینگ، نویسنده
مه ۱۸۶۰ : معرفی آبراهام لینکلن از سوی حزب جمهوریخواه به عنوان نامزد انتخابات ریاست جمهوری
۶ نوامبر ۱۸۶۰ : پیروزی آبراهام لینکلن در انتخابات ریاست جمهوری
۲۰ سپتامبر ۱۸۶۰ : اعلام جدایی ایالت کارولینای جنوبی از اتحادیه
۹ ژانویه ۱۸۶۱ : اعلام جدایی ایالت می‌سی‌سی‌پی از ایالات متحده و پیوستن به ایالات مؤتلفه آمریکا
۱۰ ژانویه ۱۸۶۱ : اعلام جدایی ایالت فلوریدا از ایالات متحده و پیوستن به ایالات مؤتلفه آمریکا
۱۱ ژانویه ۱۸۶۱ : اعلام جدایی ایالت آلاباما از ایالات متحده و پیوستن به ایالات مؤتلفه آمریکا
۱۹ ژانویه ۱۸۶۱ : اعلام جدایی ایالت جورجیا از ایالات متحده و پیوستن به ایالات مؤتلفه آمریکا
۲۶ ژانویه ۱۸۶۱ : اعلام جدایی ایالت لوئیزیانا از ایالات متحده و پیوستن به ایالات مؤتلفه آمریکا
۲۹ ژانویه ۱۸۶۱ : پیوستن کانزاس به ایالات متحده به عنوان یک ایالت آزاد
۲ مارس ۱۸۶۱ : اعلام جدایی ایالت تگزاس از ایالات متحده و پیوستن به ایالات مؤتلفه آمریکا
۱۲ آوریل ۱۸۶۱ : حمله به دژ سامتر در بندر چارلستون از سوی نیروهای جدایی طلب، آغاز جنگ داخلی آمریکا
۱۷ آوریل ۱۸۶۱ : اعلام جدایی ایالت ویرجینیا از ایالات متحده و پیوستن به ایالات مؤتلفه آمریکا

#### ریاست جمهوری آبراهام لینکلن و اندرو جانسون
۳۰ آوریل ۱۸۶۱ : آغاز ریاست جمهوری آبراهام لینکلن
۶ مه ۱۸۶۱ : اعلام جدایی ایالت آرکانزاس از ایالات متحده و پیوستن به ایالات مؤتلفه آمریکا
۲۰ مه ۱۸۶۱ : اعلام جدایی ایالت کارولینای شمالی از ایالات متحده و پیوستن به ایالات مؤتلفه آمریکا
۸ ژوئن ۱۸۶۱ : اعلام جدایی ایالت تنسی از ایالات متحده و پیوستن به ایالات مؤتلفه آمریکا
۸ فوریه ۱۸۶۲ : تأسیس وزارت کشاورزی ایالات متحده آمریکا
آوریل ۱۸۶۲ : الغای برده داری در ناحیه کلمبیا
۱۸۶۲ : مری جین تیرسون، نخستین زن سیاه‌پوست فارغ‌التحصیل از کالج
۱۷ ژوئیه ۱۸۶۲ : تصویب قانون بکارگیری سیاهان در ارتش ایالات متحده
۲۲ سپتامبر۱۸۶۲ : صدور اعلامیه اولیه آزادی بردگان در ایالات شورشی از سوی لینکلن
۱۸۶۲ : تصویب قانون «ثروت خانواده» مبنی بر واگذاری ۶۵ هکتار به شهروندان آمریکایی مشروط بر زیر کشت رفتن زمین طی ۵ سال
۱۸۶۲ : استقرار نیروهای ارتش امپراتوری فرانسه در مکزیک
۲۰ ژوئن ۱۸۶۳ : پیوستن ویرجینیای غربی به ایالات متحده
۳۰ ژوئیه ۱۸۶۳ : تولد هنری فورد، پدر صنعت اتومبیل سازی
۱۸۶۳ : تأسیس نخستین یگان از سربازان سیاه‌پوست در ارتش ایالت متحده
۱ ژوئیه ۱۸۶۳ : جنگ گتیسبرگ، نخستین پیروزی ارتش فدرال
۱۹ نوامبر ۱۸۶۳ : نطق تاریخی لینکلن در گتیسبرگ در مورد آزادی سیاهپوستان
۱۸۶۴ : انتشار نخستین روزنامه سیاهپوستان، «نیواورلئان تریبیون»
۱۸۶۴ : تصویب قانون بانک ملی
۳۱ اکتبر ۱۸۶۴ : پیوستن نوادا به ایالات متحده
نوامبر ۱۸۶۴ : پیروزی مجدد لینکلن در انتخابات ریاست جمهوری
۳۱ ژانویه ۱۸۶۵ : تصویب قانون الغای برده‌داری در کنگره
۹ آوریل ۱۸۶۵ : تسلیم ژنرال لی، پایان جنگ داخلی آمریکا
۱۴ آوریل ۱۸۶۵ : ترور آبراهام لینکلن در سالن تئاتر فورد
۱۴ آوریل ۱۸۶۵ : انتخاب اندرو جانسون به ریاست جمهوری
۱۸۶۵ : تأسیس اداره مردان آزاد
۲۴ دسامبر ۱۸۶۵ : تأسیس گروه کوکلاکس کلان در تنسی
۱۸ دسامبر ۱۸۶۵ : تصویب اصلاحیه سیزدهم قانون اساسی ایالات متحده آمریکا در مورد آزادی عمومی بردگان
۱۸۶۶ : صدور حکم ممنوعیت محاکمه غیرنظامیان در محاکم نظامی درصورت دسترسی به دادگاه‌های غیرنظامی
۲۴ ژوئیه ۱۸۶۶ : بازگشت ایالت تنسی به اتحادیه
۲ مارس ۱۸۶۷ : تصویب قانون بازسازی ایالات متحده آمریکا در جنوب
۲۳ مارس ۱۸۶۷ : تصویب اصلاحیه چهاردهم قانون اساسی ایالات متحده آمریکا در مورد برابر دانستن کلیه شهروندان فارغ از رنگ و نژاد
۱۸۶۷ : خروج نیروهای فرانسوی از مکزیک
۳۰ مارس ۱۸۶۷ : خریداری آلاسکا از روسیه به قیمت ۷ میلیون دلار
۱ مه ۱۸۶۷ : پیوستن نبراسکا به ایالات متحده
۱۸۶۷ : قانون استقرار سرخ‌پوستان در داکوتای جنوبی و اوکلاهما
۲۶ مه ۱۸۶۸ : استیضاح اندرو جانسون
۹ ژوئن ۱۸۶۸ : بازگشت ایالت کارولینای جنوبی به اتحادیه
۲۲ ژوئن ۱۸۶۸ : بازگشت ایالت آرکانزاس به اتحادیه
۲۵ ژوئن ۱۸۶۸ : بازگشت ایالت فلوریدا به اتحادیه
۲۵ ژوئن ۱۸۶۸ : متمم چهاردهم قانون اساسی ایالات متحده، اعطای حق شهروندی فارغ از رنگ پوست
۴ ژوئیه ۱۸۶۸ : بازگشت ایالت کارولینای شمالی به اتحادیه
۹ ژوئیه ۱۸۶۸ : بازگشت ایالت لوئیزیانا به اتحادیه
۱۳ ژوئیه ۱۸۶۸ : بازگشت ایالت آلاباما به اتحادیه
۱۸۶۸ : تأسیس دانشگاه کالیفرنیا
۱۸۶۸ : تأسیس کمپانی فولاد کارنگی
۱۸۶۸ : اختراع دستگاه تایپ
۱۸۶۸ : عقد پیمان فورت لارامی Fort Laramie با قبیله لاکوتا
نوامبر ۱۸۶۸ : پیروزی ژنرال یولسیز گرانت در انتخابات ریاست جمهوری

#### ریاست جمهوری یولسیز گرانت
۳۰ آوریل ۱۸۶۹ : آغاز ریاست جمهوری یولسیز گرانت
۱۸۶۹ : اعطای حق رأی به زنان در ایالت وایومینگ، نخستین ایالت آمریکا
مه ۱۸۶۹ : تکمیل شدن خط راه‌آهن قاره‌ای و پیوستن دو اقیانوس به یکدیگر
۱۸۶۹ : تأسیس «نظام عالی کارگران» در پنسیلوانیا به عنوان اولین قدم در ایجاد اتحادیه‌های کارگری
۱۸۶۹ : انتخاب نخستین دیپلمات سیاهپوست، ابنریر دان کارلوس در هائیتی
۲۶ ژانویه ۱۸۷۰ : بازگشت ایالت ویرجینیا به اتحادیه
۳ فوریه ۱۸۷۰ : تصویب اصلاحیه پانزدهم قانون اساسی ایالات متحده آمریکا در مورد گسترش حق رأی به کلیه شهروندان فارغ از رنگ و نژاد
۳۰ مارس ۱۸۷۰ : بازگشت ایالت تگزاس به اتحادیه
۲۳ فوریه ۱۸۷۰ : بازگشت ایالت می‌سی‌سی‌پی به اتحادیه
۲۲ ژوئن ۱۸۷۰ : تأسیس وزارت دادگستری ایالات متحده آمریکا
۱۵ ژوئیه ۱۸۷۰ : بازگشت ایالت جورجیا به اتحادیه
نوامبر ۱۸۷۰ : انتخاب نخستین سناتور سیاه‌پوست آمریکا، هیرام ریولز از ایالت می‌سی سی پی
۱۸۷۰ : ورود نخستین دانشجوی سیاه‌پوست به آکادمی نظامی وست‌پوینت، جیمز اسمیت
۱۸۷۱ : تأسیس انجمن ملی اسلحه آمریکا
۱۸۷۱ : آتش‌سوزی بزرگ در شیکاگو، ایلینوی
۱۸۷۱ : قرارداد واشینگتن با امپراتوری بریتانیا برای تأسیس دومینیون کانادا
۲ آوریل ۱۸۷۲ : مرگ ساموئل مورس مخترع تلگراف
ژوئن ۱۸۷۲ : الغای برده داری در نواحی خودمختار ایالات متحده
۱۸۷۲ : دستگیری سوزان آنتونی فعال حقوق زنان به جرم شرکت غیرقانونی در انتخابات
نوامبر ۱۸۷۲ : پیروزی مجدد گرانت در انتخابات ریاست جمهوری
۱۸۷۲ : جان هنری کانوریس، نخستین دانشجوی سیاه‌پوست آکادمی نیروی دریایی آمریکا
۱۸۷۲ : ایجاد پارک ملی یلواستون
۱۸۷۲ : تصویب قانون عفو
۳۰ آوریل ۱۸۷۳ : آغاز دور دوم ریاست جمهوری گرانت
۱۸۷۳ : بحران اقتصادی
۱۸۷۴ : جنگ Red River با سرخ‌پوستان
۱۸۷۵ : تأسیس حزب سوسیالیست در آمریکا
۱۸۷۵ : تصویب قانون حقوق مدنی
۱۲ ژانویه ۱۸۷۶ : تولد جک لندن
۱۸۷۶ : تأسیس لیگ ملی بیسبال
۱۰ مارس ۱۸۷۶ : اختراع تلفن توسط الکساندر گراهام بل
۱۸۷۶ : آخرین جنگ بزرگ با سرخ‌پوستان قبیله سو
۱ اوت ۱۸۷۶ : پیوستن کلرادو به ایالات متحده
۱۸۷۶ : ادوارد باچت، نخستین فارغ‌التحصیل سیاه‌پوست از دانشگاه ییل

#### ریاست جمهوری رادرفورد هیز، جیمز گارفیلد و چستر آلن آرتور
نوامبر۱۸۷۶ : پیروزی رادرفورد هیز در انتخابات ریاست جمهوری
۳۰ آوریل ۱۸۷۷ : آغاز ریاست جمهوری رادفورد هیز
۱۸۷۷ : پایان روند بازسازی ایالات متحده آمریکا در جنوب براساس مصالحه ۱۸۷۷
۱۸۷۷ : جنگ Nez Perce
۲۳ دسامبر ۱۸۷۷ : اختراع گرامافون توسط توماس ادیسون
۱۲ ژانویه ۱۸۷۶ : تولد جک لندن
۱۸۷۸ : تأسیس انجمن وکلای آمریکا
۱۸۷۸ : ضزب نخستین دلار نقره‌ای توسط مورگان
۲۱ اکتبر ۱۸۷۹ : اختراع لامپ برق توسط ادیسون
۱ ژوئیه ۱۸۸۰ : تولد هلن کلر، نویسنده کور و کر و لال
۱۸۸۰ : رسیدن جمعیت آمریکا به ۵۰ میلیون
نوامبر ۱۸۸۰ : پیروزی جیمز گارفیلد در انتخابات ریاست جمهوری
۱۸۸۱ : تأسیس صلیب سرخ
مارس ۱۸۸۱ : آغاز ریاست جمهوری جیمز گارفیلد
۱۹ سپتامبر ۱۸۸۱ : ترور جیمز گارفیلد
۱۹ سپتامبر ۱۸۸۱ : انتخاب چستر آلن آرتور به عنوان ریاست جمهوری
۴ سپتامبر ۱۸۸۲ : اختراع موتور برقی توسط ادیسون
۱۸۸۲ : تأسیس کمپانی استاندارد اویل توسط جان دیویس راکفلر
۳۰ ژانویه ۱۸۸۲ : تولد فرانکلین روزولت
۱۸۸۲ : تصویب قانون ممنوعیت ورود چینی‌ها
۱۸۸۳ : رأی دیوان عالی فدرال ایالات متحده آمریکا مربوط به رفع ممنوعیت حضور سیاهپوستان در هتل‌ها و مراکز تفریحی
۱۸۸۳ : تصویب قانون خدمات شهری پندلتون
۱۸۸۳ : افتتاح پل بروکلین در نیویورک
۲ نوامبر ۱۸۸۴ : پیوستن داکوتای شمالی به ایالات متحده
۲ نوامبر ۱۸۸۴ : پیوستن داکوتای جنوبی به ایالات متحده
نوامبر ۱۸۸۴ : پیروزی استیفن گراور کلیولند در انتخابات ریاست جمهوری از حزب دموکرات
۱۸۸۴ : اهدای مجسمه آزادی از سوی فرانسویان

#### ریاست جمهوری گروور کلیولند و بنجامین هاریسون
۳۰ آوریل ۱۸۸۵ : آغاز ریاست جمهوری گروور کلیولند
۱۸۸۵ : تکمیل بنای یادبود واشینگتن
۱۸۸۵ : تأسیس دانشگاه استانفورد
۷ فوریه ۱۸۸۵ : تولد سینکلر لوئیس، خواننده
۱۸۸۵ : ساخت نخستین آسمانخراش با ۱۰ طبقه در شیکاگو
۲۸ اکتبر ۱۸۸۶ : پرده برداری از مجسمه آزادی
۱۸۸۶ : شورش «هایی مارکت»
۱۸۸۷ : ایجاد کمیسیون تجاری بین ایالتی
۱۸۸۷ : تحت‌الحمایگی هاوایی توسط ایالات متحده
۱۸۸۸ : تأسیس فدراسیون کارگری آمریکا
۱۸۸۸ : تأسیس نخستین بانک سیاهپوستان
۱۸۸۸: تأسیس جامعه نشنال جئوگرافیک
۱۶ اکتبر ۱۸۸۸ : تولد یوجین اونیل، نویسنده
نوامبر ۱۸۸۸ : پیروزی بنجامین هاریسون در انتخابات ریاست جهوری
۱۶ آوریل ۱۸۸۹ : تولد چارلی چاپلین
۳۰ آوریل ۱۸۸۹ : آغاز ریاست جمهوری بنیامین هریسون
۱۸۸۹ : تصرف سرزمین سرخ‌پوستان در اوکلاهما و کامل شدن خاک اصلی ایالات متحده
۱۸۸۹: تأسیس وزارت کشاورزی ایالات متحده آمریکا
۸ نوامبر ۱۸۸۹ : پیوستن مونتانا به ایالات متحده
۱۱ نوامبر ۱۸۸۹ : پیوستن واشینگتن به ایالات متحده
۱۸۸۹ : تشکیل اولین کنفرانس پان آمریکن
۳ ژوئن ۱۸۹۰ : پیوستن آیداهو به ایالات متحده
۱۰ ژوئن ۱۸۹۰ : پیوستن وایومینگ به ایالات متحده
۱۸۹۰ : پیش گرفتن ایالات متحده از آلمان و بریتانیا درتولید فولاد
۱۸۹۰ : چاپ کتاب «نقش نیروی دریایی در تاریخ جهان» توسط آلفرد ماهان
۱۸۹۰ : تصویب قانون ضد تراست شرمن
مه ۱۸۹۱ : تأسیس حزب مردم
۲۸ سپتامبر ۱۸۹۱ : درگذشت هرمان ملویل، نویسنده
۱۸۹۲ : تأسیس جامعه تاریخی یهودیان آمریکا
۱۸۹۲ : تصویب قانون شرط خواندن و نوشتن برای واجدین حق رأی از سوی کنگره ایالات متحده آمریکا
۱۸۹۲ : تأسیس کارخانه جنرال الکتریک
۴ دسامبر ۱۸۹۲ : مرگ والت ویتمن، نویسنده
نوامبر ۱۸۹۲ : پیروزی مجدد کلیولند در انتخابات ریاست جمهوری
۱۸۹۳ : بحران اقتصادی
۳۰ آوریل ۱۸۹۳ : آغاز دور دوم ریاست جمهوری کلیولند
۱۸۹۴ : تصویب قانون مالیات بر درآمد
۴ ژانویه ۱۸۹۶ : پیوستن یوتا به ایالات متحده
۱۸۹۶ : تصویب قانون «جدا از هم اما برابر» در مورد سیاهان وسفید پوستان در قطارها در پرونده - Plessy v. Ferguson
۱۸۹۶ : انضمام جزایر هاوایی
نوامبر ۱۸۹۶ : پیروزی ویلیام مک کینلی در انتخابات ریاست جمهوری
۳۰ آوریل ۱۸۹۷ : آغاز ریاست جمهوری ویلیام مک کینلی
۲۵ سپتامبر ۱۸۹۷ : تولد ویلیام فاکنر، نویسنده
۱۸۹۷ : تکمیل متروی بوستون
۱۸۹۷ : تأسیس سازمان صهیونیست آمریکا
۲۸ آوریل ۱۸۹۸ : اولتیماتوم ایالات متحده به اسپانیا در مورد کوبا
۳ مه ۱۸۹۸ : اعلان جنگ کنگره به اسپانیا و آغاز جنگ آمریکا و اسپانیا
۱۲ اوت ۱۸۹۸ : امضای قرارداد آتش‌بس با اسپانیا
۲۱ ژوئیه ۱۸۹۸ : تولد ارنست همینگوی، نویسنده
۱۰ دسامبر ۱۸۹۸ : امضای قرارداد صلح با اسپانیا، تصرف هاوایی و فیلیپین و اعلام استقلال کوبا زیر نظر ایالات متحده
۱۸۹۹ : اشغال جزایر پورتوریکو و گوام توسط ایالات متحده
۱۸۹۸ : صدور قطعنامه سرزمین‌های جدید
۱۸۹۹ : کشف طلا در آلاسکا
۱۸۹۹ : تأسیس نهاد کهنه-سربازان جنگ‌های خارجی ایالات متحده
۱۸۹۹ : اشغال جزیره ساموآ توسط ایالات متحده

### سده ۲۰ میلادی
۱۹۰۰ : تأسیس انجمن دانشگاه‌های آمریکا
نوامبر ۱۹۰۰ : پیروزی مجدد ویلیام مک کینلی در انتخابات ریاست جمهوری
۱۹۰۰ : تصویب قانون استاندارد طلا
۱۹۰۰ : مشارکت در سرکوب شورش بکسورها در چین
۸ نوامبر ۱۹۰۰ : تولد مارگارت میچل، نویسنده
۲ مارس ۱۹۰۱ : تصویب تحت‌الحمایگی کوبا در کنگره ایالات متحده آمریکا
۳۰ آوریل ۱۹۰۱ : آغاز دور دوم ریاست جمهوری ویلیام مک کینلی
۶ سپتامبر ۱۹۰۱ : ترور ویلیام مک کینلی
۱۴ سپتامبر ۱۹۰۱ : مرگ ویلیام مک کینلی
۱۴ سپتامبر ۱۹۰۱ : انتخاب تئودور روزولت به ریاست جمهوری
۵ دسامبر ۱۹۰۱ : تولد والت دیسنی
۱۹۰۱ : انتخاب جان هی به عنوان وزیر خارجه
۱۹۰۱ : تأسیس شرکت فولاد ایالات متحده
۱۹۰۲ : کسب استقلال داخلی کوبا از ایالات متحده
۲۵ ژانویه ۱۹۰۲ : اختراع جاروبرقی
۲۷ فوریه ۱۹۰۲ : تولد جان استاینبک، نویسنده
۲ آوریل ۱۹۰۲ : افتتاح قدیمی‌ترین سینمای جهان به نام الکتریک تئاتر در لس آنجلس
نوامبر ۱۹۰۲ : پیروزی تئودور روزولت در انتخابات ریاست جمهوری
۱۹۰۲ : تصویب قانون ادعای مجدد بر سرزمین‌های جدید
۳۰ آوریل ۱۹۰۳ : آغاز ریاست جمهوری تئودور روزولت
۱۹۰۳ : تأسیس کارخانه اتومبیل‌سازی فورد
۱۹۰۳ : تأسیس گارد ملی ایالات متحده آمریکا
۱۲ فوریه ۱۹۰۳ : تأسیس وزارت بازرگانی و کار
۱۸ نوامبر ۱۹۰۳ : امضای قرارداد احداث کانال با دولت تازه تأسیس پاناما
۱۷ دسامبر ۱۹۰۳ : پرواز نخستین هواپیما توسط برادران رایت
۱۹۰۵ : انتخاب الی هاروت به عنوان وزیر خارجه
۱۹۰۵ : آغاز به کار کنفرانس آبشار نیاگارا
۱۹۰۵ : تشکیل «کارگران صنعتی جهان»
۱۹۰۵ : اعزام نیرو به دومینیکن به دلیل ناتوانی از پرداخت دیون به ایالات متحده آمریکا
۱۹۰۶ : تصویب قانون غذا و دارو و تشکیل اداره غذا و داروی ایالات متحده آمریکا
۱۹۰۶ : اعطای جایزه صلح نوبل به روزولت به دلیل میانجیگری میان روسیه و ژاپن، نخستین آمریکایی برنده جایزه صلح نوبل
۱۹۰۶ : پیوستن آمریکا به کنفرانس صلح لاهه
۱۹۰۶ : مرگ سوزان آنتونی، فعال حق رأی زنان
۱۹۰۸ : ورود اتومبیل مدل تی فورد به بازار
۱۹۰۸ : تأسیس اداره تحقیقات فدرال اف‌بی‌آی
۱۹۰۹ : تغییر شکل سکه یک پنی به تصویر آبراهام لینکلن
۱۹۰۶ : تأسیس کمیته یهودیان آمریکا
۵ نوامبر ۱۹۰۷ : اختراع تلویزیون توسط پل نیپکو
۱۶ نوامبر ۱۹۰۷ : پیوستن اوکلاهما به ایالات متحده
نوامبر ۱۹۰۸ : پیروزی ویلیام هووارد تافت در انتخابات ریاست جمهوری
۶ آوریل ۱۹۰۹ : نصب پرچم آمریکا بر قطب شمال توسط رابرت پیری
۳۰ آوریل ۱۹۰۹ : آغاز ریاست جمهوری ویلیام هوارد تافت
۱۹۰۹ : انتخاب روبرت بیکن به عنوان وزیر خارجه
۱۹۰۹ : ارائه نظریه دیپلماسی دلار از سوی تافت
۱۹۰۹ : تأسیس اتحاد ملی به منظور پیشرفت مردم رنگین‌پوست NAACP
۱۹۰۹ : انتخاب فیلاندر ناکس به عنوان وزیر خارجه
۲۱ آوریل ۱۹۱۰ : مرگ مارک توین، نویسنده
۱۹۱۰ : تأسیس سازمان پیشاهنگان آمریکا
۱۹۱۱ : صدور رأی دیوان عالی فدرال ایالات متحده آمریکا برای تجزیه شرکت استاندارد اویل
۱۹۱۱ : قرارداد تحت‌الحمایگی نیکاراگوئه توسط آمریکا
۶ فوریه ۱۹۱۱ : تولد رونالد ریگان
۱۹۱۲ : غرق شدن کشتی تایتانیک
۶ ژانویه ۱۹۱۲ : پیوستن نیومکزیکو به ایالات متحده
۱۴ فوریه ۱۹۱۲ : پیوستن آریزونا به ایالات متحده
۱۹۱۲ : اعطای جایزه صلح نوبل به الیو روت
سپتامبر ۱۹۱۲ : اعزام تفنگداران دریایی آمریکا به دومینیکن
نوامبر ۱۹۱۲ : پیروزی توماس وودرو ویلسون در انتخابات ریاست جمهوری
۹ ژانویه ۱۹۱۳ : تولد ریچارد نیکسون
۲۵ فوریه ۱۹۱۳ : اصلاحیه شانزدهم قانون اساسی ایالات متحده آمریکا، تثبیت قانون مالیات بر درآمد
۳۰ آوریل ۱۹۱۳ : آغاز ریاست جمهوری وودرو ویلسون
۳۱ مه ۱۹۱۳ : اصلاحیه هفدهم قانون اساسی ایالات متحده آمریکا، انتخاب سناتورها با رأی مستقیم مردم
۱۹۱۳ : تأسیس وزارت کار ایالات متحده آمریکا
۱۹۱۳ : تأسیس وزارت بازرگانی
۱۹۱۳ : تأسیس فدرال رزرو
۱۹۱۳ : انتخاب ویلیام برایان به عنوان وزیر خارجه
آوریل ۱۹۱۴ : اعزام نیرو به مرز مکزیک به دلیل اختلافات مرزی
۱۹۱۴ : تعیین روز مادر
۱۹۱۴ : ایجاد کمیسیون تجارت فدرال
۱۹۱۴ : تصویب قانون ضد تراست کلایتون
۱۵ ژانویه ۱۹۱۵ : نخستین مکالمه تلفنی میان نیویورک و سانفرانسیسکو
ژوئیه ۱۹۱۵ : اعمال مدیریت آمریکا بر هائیتی
۱۵ اوت ۱۹۱۵ : افتتاح کانال پاناما
۷ مه ۱۹۱۵ : غرق شدن کشتی بازرگانی ایالات متحده توسط زیردریایی‌های آلمانی
۱۹۱۵ : اشغال هائیتی توسط ایالات متحده
۹ ژوئن ۱۹۱۵ : استعفای برایان وزیر خارجه در اعتراض به سیاست‌های ویلسون در قبال جنگ جهانی اول
۱۹۱۵ : انتخاب رابرت لنسینگ به عنوان وزیر خارجه
۱۶ اکتبر ۱۹۱۵ : آغاز به کار مجدد کوکلاکس کلان‌ها
۱۹۱۶ : اشغال نظامی دومینیکن
نوامبر ۱۹۱۶ : پیروزی مجدد وودرو ویلسون در انتخابات ریاست جمهوری
۲۸ فوریه ۱۹۱۶ : مرگ هنری جیمز، نویسنده
۱۹۱۶ : تصویب قانون دفاع ملی با هدف دو برابر کردن ارتش
۱۹۱۶ : تصویب قانون اجاره مزارع فدرال
۱۹۱۶ : تصویب قانون راه‌آهن
۱۹۱۶ : تأسیس فدراسیون معلمان آمریکا
۱۹۱۶ : انتخاب نخستین قاضی یهودی دیوان عالی فدرال ایالات متحده آمریکا، لوئیس براندیس. دانشگاه برندایس به افتخار او نامگذاری گردیده.
مه ۱۹۱۶ : غرق شدن کشتی ساسکس و اولتیماتوم آمریکا به آلمان
نوامبر ۱۹۱۶ : پیروزی مجدد وودرو ویلسون در انتخابات ریاست جمهوری
۲۲ نوامبر ۱۹۱۶ : درگذشت جک لندن، نویسنده
۲۶ فوریه ۱۹۱۷ : ارائه لایحه تسلیح ناوگان بازرگانی آمریکا از سوی ویلسون به کنگره ایالات متحده آمریکا
۳۰ آوریل ۱۹۱۷ : آغاز دور دوم ریاست جمهوری وودرو ویلسون
۱۹ مه ۱۹۱۷ : بنیان‌گذاری جایزه ادبی پولیتزر
۱۹۱۷ : ورود جانت رانکلین (Jeanette Rankin)، نخستین نماینده زن به مجلس نمایندگان ایالات متحده آمریکا
۱۹۱۷ : تصرف مجمع‌الجزایر ویرجین آمریکا توسط ایالات متحده
۲ آوریل ۱۹۱۷ : پیام ویلسون به کنگره در مورد اجتناب ناپذیر بودن جنگ با آلمان
۶ آوریل ۱۹۱۷ : تصویب مجوز حمله نظامی به آلمان در کنگره، ورود به جنگ جهانی اول
ژوئن ۱۹۱۷ : ورود نخستین سربازان آمریکایی به خاک اروپا
۱۹۱۷ : خریداری جزیره ویژو از دانمارک
۸ ژانویه ۱۹۱۸ : ارائه اصول چهاردهگانه ویلسون
۱۹۱۸ : تأسیس کنگره یهودیان آمریکا
۱۱ نوامبر ۱۹۱۸ : قرارداد آتش‌بس میان متحدین و آلمان، پایان جنگ جهانی اول
۱۸ ژوئن ۱۹۱۹ : امضای پیمان صلح ورسای از سوی ویلسون
۱۹۱۹ : اعطای جایزه صلح نوبل به وودرو ویلسون برای تأسیس جامعه ملل
۱۹۱۹ : مخالفت سنا با پیمان صلح ورسای و عضویت در جامعه ملل
۲۹ ژانویه ۱۹۱۹ : اصلاحیه هجدهم قانون اساسی ایالات متحده آمریکا، ممنوعیت تولید و فروش مشروبات الکلی
۱۹۱۹ : تأسیس حزب کمونیست آمریکا
۱۸ فوریه ۱۹۲۰ : مرگ رابرت پیری، کاشف قطب شمال
مارس ۱۹۲۰ : ردشدن پیمان صلح ورسای از سوی کنگره ایالات متحده آمریکا
۲۶ اوت ۱۹۲۰ : اصلاحیه نوزدهم قانون اساسی ایالات متحده آمریکا، اعطای حق رأی به زنان
۱۹۲۰ : انتخاب بایندریچ کولبی به عنوان وزیر خارجه
۱۹۲۰ : رسیدن جمعیت ایالات متحده آمریکا به رقم ۱۰۰ میلیون
۱۹۲۰ : آغاز به کار نخستین ایستگاه رادویی در پیتسبورگ، پنسیلوانیا
۱۹۲۰ : تأسیس اتحادیه آزادی مدنی آمریکا
نوامبر ۱۹۲۰ : پیروزی وارن هاردینگ در انتخابات ریاست جمهوری ایالات متحده آمریکا
۳۰ آوریل ۱۹۲۱: آغاز ریاست جمهوری وارن هاردینگ
۲ ژوئیه ۱۹۲۱ : اعلام پایان جنگ با آلمان از سوی کنگره ایالات متحده آمریکا
۱۹۲۱ : تأسیس شورای روابط خارجی ایالات متحده آمریکا
۱۹۲۱ : آغاز به کار کنفرانس خلع سلاح در واشینگتن دی سی
۱۹۲۱ : انتخاب چارلز هوگز به عنوان وزیر خارجه
۱۸ اوت ۱۹۲۲ : مرگ الکساندر گراهام بل، مخترع تلفن
۱۹۲۲ : انتشار مجله فارین افرز
۱۹۲۲ : ورود ربکا لاتیمر فلتون، نخستین سناتور زن به کنگره ایالات متحده آمریکا
۶ فوریه ۱۹۲۲ : قرارداد توازن دریایی میان ۵ قدرت بزرگ در شهر واشینگتن دی سی
۲ اوت ۱۹۲۳ : مرگ وارن هاردینگ
۲ اوت ۱۹۲۳ : انتخاب جان کالوین کولیج به ریاست جمهوری
۱۹۲۳ : افتتاح استادیوم یانکی
۱۷ آوریل ۱۹۲۳ : نمایش نخستین فیلم سینمایی ناطق جهان به نام " نگهبان گیج " در نیویورک
۱۹۲۴ : تصویب قانون پایه حقوق مهاجرت
۱۹۲۴ : تصویب قانون سازماندهی مجدد سرخ‌پوستان
۳ فوریه ۱۹۲۴ : مرگ توماس وودرو ویلسون
نوامبر ۱۹۲۴ : پیروزی جان کالوین کولیج در انتخابات ریاست جمهوری ایالات متحده آمریکا
۳۰ آوریل ۱۹۲۵ : آغاز ریاست جمهوری جان کالوین کولیج
۱۹۲۵ : انتخاب فرانک کلوگ به عنوان وزیر خارجه
۱۹۲۵ : اعطای جایزه صلح نوبل به به چارلز گیتس داویس
۱۹ مه ۱۹۲۵ : تولد مالکم ایکس
۱۹۲۵ : انتخاب نخستین فرماندار زن، نیلی تیلور رز، ایالت وایومینگ
۲۰ مه ۱۹۲۷ : پرواز لیندنبرگ با هواپیما از نیویورک به پاریس
۱۹۲۷ : اعطای حق سکونت به شهروندان آمریکایی در جزایر ویرجین
نوامبر ۱۹۲۸ : پیروزی هربرت هوور در انتخابات ریاست جمهوری
۳۰ آوریل ۱۹۲۹ : آغاز ریاست جمهوری هربرت هوور
۱۹۲۹ : انتخاب هنری استیونسون به عنوان وزیر خارجه
۱۵ ژانویه ۱۹۲۹ : تولد مارتین لوتر کینگ
۱۶ مارس ۱۹۲۹ : نخستین آزمایش موشک با سوخت مایع در آمریکا
۲۹ اکتبر ۱۹۲۹ : یکشنبه سیاه، سقوط بازار بورس نیویورک
۱۹۲۹ : اعلام ساموآی آمریکا به عنوان یک سرزمین ایالات متحده آمریکا
۱۹۲۹ : اعطای جایزه صلح نوبل به فرانک کلوگ
۱۹۳۰ : دریافت نخستین جایزه نوبل ادبیات توسط یک نویسنده آمریکایی، سینکلر لوئیس
۱۹۳۱ : افتتاح ساختمان امپایر استیت
۱۸ اکتبر ۱۹۳۱ : مرگ توماس ادیسون
۱۹۳۱ : اعطای جایزه صلح نوبل به جین آدامز رئیس جامعه بین‌الملل زنان و نیکولاس مرس باتلر
۱۹۳۲ : پرواز آملیا ارهارت برفراز اقیانوس اطلس
۱۹۳۲ : وقوع فساد مالی در برنامه بازسازی اقتصادی
نوامبر ۱۹۳۲ : پیروزی فرانکلین روزولت در انتخابات ریاست جمهوری ایالات متحده آمریکا
نوامبر ۱۹۳۲ : انتخاب نخستین سناتور زن، هیتی کاروی، ایالت آرکانزاس
۶ فوریه ۱۹۳۳ : تصویب متمم بیستم قانون اساسی ایالات متحده آمریکا، تعیین ۳ ژانویه به عنوان آغاز دوره جدید کنگره ایالات متحده آمریکا
۳۰ آوریل ۱۹۳۳ : آغاز ریاست جمهوری فرانکلین روزولت
۱۹۳۳ : انتخاب کردل هال به عنوان وزیر خارجه
۱۹۳۳ : تأسیس اداره اصلاح کشاورزی
۱۹۳۳ : تأسیس اداره کارگران شهری
۱۹۳۳ : تأسیس اداره کشاورزی
۱۹۳۳: وقوع فساد مالی در پروژه مسکن
۱۹۳۳ : تبدیل گارد ملی به نیروی ذخیره ارتش
۱۹۳۳ : اجرای اختیارات دره تنسی
۱۹۳۳ : ایجاد اداره عمومی کارگران
۱۹۳۳ : تصویب قانون نوسازی (صنایع) ملی
۱۹۳۳ : انتخاب نخستین وزیر زن، فرنسیس پرکینز برای وزارت کار
۵ دسامبر ۱۹۳۳ : اصلاحیه بیست و یکم قانون اساسی ایالات متحده آمریکا، ابطال اصلاحیه هیجدهم قانون اساسی
۱۹۳۳ : اعلام سیاست حسن همجواری با همسایگان آمریکا
۱۹۳۴ : ایجاد کمیسیون امنیت و تبدیل ارز
۱۹۳۴ : تأسیس اداره مسکن فدرال
۱۹۳۴ : تصویب قانون توافق تجارت متقابل
۱۹۳۴ : تصویب قانون سازماندهی مجدد سرخ‌پوستان
۱۹۳۴ : تأسیس " جامعه تقسیم ثروت " توسط Huey Long
۱۹۳۵ : تأسیس اداره پیشرفت کارگران
۱۹۳۵ : تصویب قانون حمل و نقل
۱۹۳۵ : تصویب قانون امنیت اجتماعی Social Security
۱۹۳۵ : تأسیس کنگره تشکیلات صنعتی
۱۹۳۵ : تصویب قانون ملی روابط کار
۱۹۳۵ : تصویب قانون حداقل حقوق و ساعت کار
۲۷ دسامبر ۱۹۳۵: تأسیس مؤسسه نظر سنجی گالوپ
۱۹۳۶ : انتشار مجله لایف
۱۹۳۶ : شرکت ایالات متحده آمریکا در کنفرانس خلع سلاح لندن
نوامبر ۱۹۳۶ : پیروزی مجدد فرانکلین روزولت در انتخابات ریاست جمهوری ایالات متحده آمریکا
۳۰ آوریل ۱۹۳۷ : آغاز دور دوم ریاست جمهوری فرانکلین روزولت
۱۹۳۷ : تأسیس ستاد کارکنان ریاست جمهوری ایالات متحده آمریکا
۱۹۳۷ : افتتاحپل معلق گلدن گیت سان فرانسیسکو
۱ مه ۱۹۳۷ : تصویب قانون بیطرفی در مناقشه اروپا
۱۲ دسامبر ۱۹۳۷ : بمباران یک کشتی جنگی آمریکا از سوی ژاپنی‌ها در رودخانه یانگ تسه
۱۹۳۸ : تصویب قانون استاندارد کارگری
۱۹۳۸ : انتشار کتاب " جنگ جهانی " اورسن ولز
۱۶ نوامبر ۱۹۳۸ : مرگ جان دایویس راکفلر
۸ سپتامبر ۱۹۴۰ : اعلام حالت فوق‌العاده ملی از سوی دولت ایالات متحده آمریکا
اوت ۱۹۴۰ : تصویب طرح کمک نظامی آمریکا به بریتانیا توسط فرانکلین روزولت
سپتامبر ۱۹۴۰ : تصویب قانون خدمت نظام وظیفه برای نخستین بار در زمان صلح
نوامبر ۱۹۴۰ : پیروزی مجدد فرانکلین روزولت در انتخابات ریاست جمهوری ایالات متحده آمریکا
۱۹۴۰ : دریافت نخستین جایزه اسکار توسط یک سیاهپوست، هتی مک دانل در فیلم بربادرفته
۱۱ مارس ۱۹۴۱ : امضای قانون " وام و اجاره " برای پرداخت کمک مالی به انگلستان در جنگ توسط فرانکلین روزولت
۹ آوریل ۱۹۴۱ : امضای توافقنامه واگذاری اداره مشترک گروئنلند میان ایالات متحده آمریکا و دانمارک
۳۰ آوریل ۱۹۴۱ : آغاز دور سوم ریاست جمهوری فرانکلین روزولت
ژوئیه ۱۹۴۱ : تحریم اقتصادی ژاپن توسط آمریکا
۱۴ اوت ۱۹۴۱ : انتشار منشور آتلانتیک توسط فرانکلین روزولت و وینستون چرچیل
۴ سپتامبر ۱۹۴۱ : نخستین حمله آلمانی‌ها به کشتی‌های آمریکایی حامل سلاح برای بریتانیا
۶ سپتامبر : تصویب آمادگی جنگی ژاپن برای نبرد با آمریکا در کابینه ژاپن
۷ دسامبر ۱۹۴۱ : حمله ژاپن به پرل هاربر
۷ دسامبر ۱۹۴۱ : تصرف ایسلند توسط نیروهای آمریکایی
۸ دسامبر ۱۹۴۱ : اعلان جنگ ایالات متحده آمریکا به ژاپن
۱۱ دسامبر ۱۹۴۱ : اعلان جنگ آلمان به آمریکا
۱ ژانویه ۱۹۴۲ : انتشار اعلامیه مشترک وینستون چرچیل و فرانکلین روزولت در اجلاس واشینگتن دی سی برای تشکیل سازمان ملل پس از جنگ جهانی دوم
۱۹۴۲ : تصویب قانون درآمدهای دولتی
مارس ۱۹۴۲ : اشغال فیلیپین توسط ژاپنی‌ها
۱۹۴۲ : تأسیس کنگره برابری نژادی با هدف مقابله با تبعیض نژادی
۸ نوامبر ۱۹۴۲ : پیاده شدن نیروهای متفقین در مراکش
۶ ژوئن ۱۹۴۲ : پیاده شدن نیروهای متفقین در نورماندی
۱۹۴۳ : شورش نژادی در دیترویت
۲۸ نوامبر ۱۹۴۳ : اجلاس سران متفقین در کنفرانس تهران
نوامبر ۱۹۴۴ : پیروزی مجدد فرانکلین روزولت در انتخابات ریاست جمهوری ایالات متحده آمریکا
۱۹۴۴ : انتخاب ای ارستتینیوس به عنوان وزیر خارجه
۴ فوریه ۱۹۴۵ : اجلاس سران متفقین در یالتا (کنفرانس یالتا)
۱ آوریل ۱۹۴۵ : حمله ارتش آمریکا به جزیره اوکیناوا
۱۲ آوریل ۱۹۴۵ : مرگ فرانکلین روزولت
۱۲ آوریل ۱۹۴۵ : انتخاب هری اس ترومن به ریاست جمهوری
۲۴ آوریل ۱۹۴۵ : کنفرانس سان فرانسیسکو برای تأسیس سازمان ملل متحد
۷ مه ۱۹۴۵ : تسلیم آلمان، پایان جنگ جهانی دوم در اروپا
۱۹۴۵ : انتخاب جیمز بایرنز به عنوان وزیر خارجه
۱۶ ژوئیه ۱۹۴۵ : آزمایش نخستین بمب اتمی در صحرای نیومکزیکو
۱۷ ژوئیه ۱۹۴۵ : برگزاری کنفرانس پوتسدام با حضور هری ترومن
۶ اوت ۱۹۴۵ : بمباران اتمی هیروشیما
۹ اوت ۱۹۴۵ : بمباران اتمی ناکازاکی
۱۰ اوت ۱۹۴۵ : تسلیم بی‌قید و شرط ژاپن
۱۹۴۵ : اعطای جایزه صلح نوبل به کوردال هال
۲ سپتامبر ۱۹۴۵ : امضای قرارداد تسلیم بی‌قید و شرط ژاپن بر روی ناو یو اس اس میسوری
۲۴ اکتبر ۱۹۴۵ : عضویت ایالات متحده آمریکا در سازمان ملل متحد
۱۹۴۶ : تصویب قانون اشتغال
۱۹۴۶ : تصویب قانون انرژی اتمی
۱۹۴۶ : تشکیل کمیسیون حقوق مدنی
۱۹۴۶ : اعطای جایزه صلح نوبل به به امیلی گرین بالچ و جان موت
۱۹ اوت ۱۹۴۶ : تولد بیل کلینتون
۱۹۴۶ : کسب استقلال فیلیپین از آمریکا
۶ ژوئن ۱۹۴۶ : تولد جورج دبلیو بوش
۱۲ مارس ۱۹۴۷ : ارائه دکترین ترومن برای کمک به کشورهای ترکیه و یونان
۷ آوریل ۱۹۴۷ : مرگ هنری فورد، پدر صنعت اتومبیل‌سازی آمریکا
۱۹۴۷ : انتخاب جورج مارشال به عنوان وزیر خارجه
۱۹۴۷ : اعطای جایزه صلح نوبل به کمیته خدمات دوستی آمریکا
۵ ژوئن ۱۹۴۷ : ارائه طرح مارشال برای بازسازی اروپا
ژوئیه ۱۹۴۷ : تصویب قانون امنیت ملی
ژوئیه ۱۹۴۷ : تأسیس وزارت دفاع ایالات متحده آمریکا و انحلال وزارت جنگ و وزارت دریاداری
ژوئیه ۱۹۴۷ : تأسیس شورای امنیت ملی ایالات متحده آمریکا
ژوئیه ۱۹۴۷ : تأسیس آژانس اطلاعات مرکزی (سیا)
۱۹۴۷ : ایجاد منطقه جزایر اقیانوس پاسفیک توسط ایالات متحده آمریکا
۱۹۴۷ : طرح نظریه سد نفوذ از سوی جورج کنان
۱۹۴۷ : انتخاب جیمز فورستال به عنوان وزیر دفاع
۱۹۴۷ : آغاز برنامه وفادار شاغلین فدرال
۱۹۴۷ : شکستن جدایی نژادی در ورزش بیسبال توسط جکی رابینسون
۱۹۴۷ : انتخاب روسکو هیلینکوتر به عنوان رئیس سیا
۱۴ مه ۱۹۴۸ : به رسمیت شناختن اسرائیل از سوی ایالات متحده آمریکا
۱۹۴۸ : متهم شدن تعدادی از کارمندان وزارت خارجه ایالات متحده آمریکا به همکاری با کمونیست‌ها از سوی کمیته رسیدگی به فعالیت‌های زیانبار برای آمریکا
۱۹۴۸ : مشارکت آمریکا در عملیات امدادرسانی به برلین غربی
نوامبر ۱۹۴۸ : پیروزی هری اس ترومن در انتخابات ریاست جمهوری ایالات متحده آمریکا
۱۹۴۸ : اعلام پایان جدایی نژادی در ارتش توسط هری اس ترومن
۱۹۴۸ : تأسیس سازمان کشورهای آمریکایی
۴ نوامبر ۱۹۴۸ : اختراع ترانزیستور توسط سه دانشمند آمریکایی
۱۷ دسامبر ۱۹۴۸ : مرگ ارویل رایت، سازنده اولین هواپیمای موتور دار جهان
۳۰ آوریل ۱۹۴۹ : آغاز ریاست جمهوری هری اس ترومن و ارائه برنامه اصل چهار از سوی رئیس‌جمهور ایالات متحده آمریکا
۱۹۴۹ : انتخاب دین آچسن به عنوان وزیر خارجه
۱۹۴۹ : انتخاب لوئیس جانسون به عنوان وزیر دفاع
۱۹۴۹ : پایان ممنوعیت سنتی تشکیل اتحادیه‌های دائمی از سوی آمریکا و تأسیس سازمان پیمان آتلانتیک شمالی (ناتو)
۱۶ اوت ۱۹۴۹ : مرگ مارگارت میچل، نویسنده
۱۹۴۹ : انتشار رمان ۱۹۸۴ جورج اورول
۲۳ سپتامبر ۱۹۴۹ : آزمایش اتمی اتحاد شوروی، پایان قدرت انحصاری اتمی آمریکا
۲۵ ژوئن ۱۹۵۰ : آغاز جنگ کره
۱۹۵۰ : انتخاب جورج مارشال به عنوان وزیر دفاع
۱۹۵۰ : انتخاب والتر بیدل اسمیت به عنوان رئیس سیا
۱۹۵۰ : تصویب قانون امنیت داخلی مک‌کارتی (مک کارتیسم)
۲۰ نوامبر ۱۹۵۰ : رسیدن سربازان آمریکایی به مرز کره شمالی – چین
۲۷ نوامبر ۱۹۵۰ : شکست نظامیان آمریکایی در کره در پی حمله ارتش چین و عقب‌نشینی آمریکا به مدار ۳۸ درجه
۱۹۵۰ : تصویب قانون اخراج افراد مشکوک به همکاری با کمونیستها
۱۹۵۰ : اعطای جایزه صلح نوبل به رالف بانچ برای میانجیگری در مورد فلسطین
۱ مارس ۱۹۵۱ : اصلاحیه بیست و دوم قانون اساسی ایالات متحده آمریکا، محدود شدن زمان ریاست جمهوری به دو دوره
۳ آوریل ۱۹۵۱ : برکناری ژنرال مک آرتور از سوی هری اس ترومن
۱۹۵۱ : انتخاب رابرت لوت به عنوان وزیر دفاع
۱۹۵۱ : تأسیس کمیته امور عمومی آمریکا – اسرائیل (ایپک)
۲۵ اوت ۱۹۵۱ : مرگ سینکلر لوئیس، نویسنده
۱۹۵۱ : تصویب قانون امنیت دوطرفه
۸ دسامبر ۱۹۵۱ : امضای قرارداد صلح میان ژاپن و ایالات متحده آمریکا
۱۹۵۲ : کناره‌گیری ترومن از شرکت در انتخابات ریاست جمهوری ایالات متحده آمریکا
۱۹۵۲ : اجرایی شدن پیمان آنزوس
۱۹۵۲ : تصویب قانون مهاجرت و شهروندی Immigration and Nationality Act
نوامبر ۱۹۵۲ : پیروزی دوایت آیزنهاور در انتخابات ریاست جمهوری ایالات متحده آمریکا
۱ نوامبر ۱۹۵۲ : آزمایش نخستین بمب هیدروژنی آمریکا
۲۰ ژانویه ۱۹۵۳ : آغاز ریاست جمهوری دوایت آیزنهاور
۱۹۵۳ : انتخاب جان فاستر دالس عنوان وزیر خارجه
۱۹۵۳ : انتخاب چارلز ویلسون به عنوان وزیر دفاع
۱۹۵۳ : انتخاب آلن دالس به عنوان رئیس سیا
۱۱ آوریل ۱۹۵۳ : تأسیس وزارت بهداشت، آموزش و رفاه عمومی
۱۹ اوت ۱۹۵۳ : کودتای ۲۸ مرداد
۲۸ سپتامبر ۱۹۵۳ : درگذشت ادوین هابل، منجم
۲۷ نوامبر ۱۹۵۳ : درگذشت یوجیل اونیل، نویسنده
۱۹۵۳ : اعدام روزنبرگ به اتهام جاسوسی برای اتحاد شوروی
دسامبر ۱۹۵۳ : ارائه طرح اتم برای صلح از سوی دوایت آیزنهاور
۱۲ ژانویه ۱۹۵۴ : تصمیم ایالات متحده آمریکا به استفاده به سلاح‌های غیر متعارف در صورت جنگ با اتحاد شوروی
۱۲ ژانویه ۱۹۵۴ : به آب انداختن اولین زیردریایی هسته‌ای جهان توسط آمریکا
۱۹۵۴ : تصویب قانون راه‌های آبی سنت لورنس
۱۹۵۴ : تأسیس پیمان سیتو
۸ مه ۱۹۵۴ : تسلیم فرانسویان در دین بین فو به کمونیست‌های ویتنامی و سرآغاز مداخله نظامی ایالات متحده در غالب اعزام نیروهای آموزشی به ویتنام
۱۷ مه ۱۹۵۴ : رأی دیوان عالی فدرال ایالات متحده آمریکا برای نقض جدایی نژادی در مدارس
- Brown v. Board of Education
۱۸ ژوئن ۱۹۵۴ : کودتای آمریکایی در هندوراس برای حفظ منافع اقتصادی شرکت یونایتد فروت
۲ دسامبر ۱۹۵۴ : رأی مجلس سنای ایالات متحده آمریکا علیه اقدامات افراطی سناتور مک‌کارتی مک کارتیسم
۱۹۵۴ : تهدید آمریکا علیه چین در مورد تنگه تایوان
۱۰ مارس ۱۹۵۵ : تهدید آمریکا به استفاده از سلاح اتمی درصورت حمله چین به جزیره تایوان
۱۸ آوریل ۱۹۵۵ : مرگ آلبرت اینشتین
ژوئیه ۱۹۵۵ : دیدار رهبران ایالات متحده آمریکا و اتحاد شوروی در ژنو
۱ دسامبر ۱۹۵۵ : مقاومت روزا پارکس برای بلند شدن از صندلی مخصوص سفیدپوستان در اتوبوس شهری مونتگمری، آغاز جنبش حقوق مدنی به رهبری مارتین لوتر کینگ
۱۹۵۵ : انتخاب فردریک موروا به عنوان نخستین سیاه‌پوست برای یک مقام اجرایی در کاخ سفید
۱۹۵۵ : کشف واکسن فلج اطفال توسط جیمز سالک
۵ دسامبر ۱۹۵۵ : ادغام فدراسیون کارگران آمریکا و کنگره سازمان‌های صنعتی در یکدیگر و ایجاد AFL- CIO
نوامبر ۱۹۵۶ : پیروزی مجدد دوایت آیزنهاور در انتخابات ریاست جمهوری ایالات متحده آمریکا
دسامبر ۱۹۵۶ : رأی دیوان عالی فدرال ایالات متحده آمریکا مبنی بر رد تصمیم دادگاه فدرال در خصوص جدایی سفید پوستان و سیاهپوستان در اتوبوس‌های شهری
۱۹۵۶ : قانون بزرگراه‌های بین ایالتی
دسامبر ۱۹۵۶ : فشار ایالات متحده آمریکا به فرانسه و بریتانیا برای متوقف کردن جنگ کانال سوئز
۲۰ ژانویه ۱۹۵۷ : آغاز دور دوم ریاست جمهوری دوایت آیزنهاور
ژانویه ۱۹۵۷ : دکترین آیزنهاور برای محدود کردن گسترش کمونیسم در خاورمیانه
۴ مه ۱۹۵۷ : مرگ سناتور جوزف مک‌کارتی
۲۸ ژوئیه ۱۹۵۷ : افتتاح مرکز اسلامی واشینگتن
۱۹۵۷ : انتخاب نیل مک ایوری به عنوان وزیر دفاع
۱۹۵۷ : آغاز رقابت فضایی میان آمریکا و شوروی در پی پرتاب اسپوتنیک
۱۹۵۷ : آغاز به کار نخستین رآکتور اتمی در آمریکا
۱۹۵۷ : تأسیس سازمان " کنفرانس رهبران مسیحی جنوب توسط مارتین لوتر کینگ
۱۹۵۷ : تأسیس کمیسیون حقوق بشر آمریکا
سپتامبر ۱۹۵۷ : ورود ۹ دانش آموز سیاه‌پوست به دبیرستان سنترال در لیتل راک آرکانزاس و آشوب‌های نژادی در شهر
۱۹۵۸ : مداخله نظامی آمریکا در لبنان برای جلوگیری از وقوع کودتای ضد غربی
۱۹۵۸ : تصویب قانون ملی آموزش دفاعی
۱۹۵۸ : تأسیس سازمان فضایی و هوانوردی آمریکا – ناسا
۳۱ ژانویه ۱۹۵۸ : پرتاب نخستین ماهواره آمریکا
۱۹۵۸ : تأسیس انجمن بازنشستگان آمریکا
۱۹۵۸ : تأسیس جامعه جان بریچ
سپتامبر ۱۹۵۹ : سفر نیکیتا خروشچف رهبر اتحاد شوروی به آمریکا
۱۹۵۹ : انتخاب توماس گیتس به عنوان وزیر دفاع
۳ ژانویه ۱۹۵۹ : پیوستن آلاسکا به ایالات متحده
۲۱ اوت ۱۹۵۹ : پیوستن هاوایی به ایالات متحده
۱۹۵۹ : مرگ جان فاستر دالس
۱۹۵۹ : انتخاب کریستیان هرتر به عنوان وزیر خارجه
- ۱ فوریه ۱۹۶۰: آغاز جنبش اعتراض نشسته در دانشکده کشاورزی و فنی دانشگاه کارولینای شمالی
- ۲۷ آوریل ۱۹۶۰: سقوط هواپیمای جاسوسی یو-۲ آمریکا بر فراز خاک اتحاد جماهیر شوروی
- نوامبر ۱۹۶۰: پیروزی جان اف کندی در انتخابات ریاست جمهوری
- ۲۰ ژانویه ۱۹۶۱: آغاز ریاست جمهوری جان اف کندی
- ژانویه ۱۹۶۱ : انتخاب دین راسک به عنوان وزیر خارجه
- ژانویه ۱۹۶۱ : انتخاب رابرت مک نامارا به عنوان وزیر دفاع
- ۱۳ مارس ۱۹۶۱: ارائه طرح اتحاد برای پیشرفت برای آمریکای لاتین
- ۵ مه ۱۹۶۱: پرواز نخستین فضانورد آمریکایی، آلن بارتلت شپرد
- ۶ ژوئیه ۱۹۶۱: مرگ ارنست همینگوی، نویسنده
- ۱۹۶۱: تأسیس سازمان عفو بین‌الملل ایالات متحده
- ۱۹۶۱: تصویب قانون مجازات توهین به سمبل‌های ملی ایالات متحده آمریکا
- ۲۹ مارس ۱۹۶۱: اصلاحیه بیست و سوم قانون اساسی ایالات متحده آمریکا، اعطای حق انتخاب رئیس‌جمهوری به ساکنان ناحیه کلمبیا (واشینگتن دی سی)
- ۱۹۶۱: تأسیس لشکر صلح
- ۱۹۶۱: تحریم تجاری کوبا
- ۱۷ آوریل ۱۹۶۱: شکست عملیات سیا در خلیج خوک‌های کوبا (عملیات خلیج خوک‌ها)
- ۲۱ اوت ۱۹۶۱: تظاهرات سیاهپوستان در آلاباما برای اجرای قانون حق رای
- ۲۹ ژانویه ۱۹۶۲: مرگ رابرت فراست، شاعر
- ۲۲ اکتبر ۱۹۶۲: اعلام خبر استقرار موشک‌های اتمی روسیه در کوبا از سوی کندی، آغاز بحران موشکی کوبا
- ۲۸ اکتبر ۱۹۶۲ :موافقت شوروی برای برچیدن موشک‌های خود از کوبا، پایان بحران موشکی کوبا
- ۱۹۶۲: اعطای جایزه صلح نوبل به لینوس کارل پاوئلینگ
- ۱۹۶۲: اعزام مستشاران نظامی آمریکا به ویتنام
- نوامبر ۱۹۶۲: فرمان سیاست «آزادی مسکن» توسط کندی با هدف آزاد کردن فروش مسکن فارغ از رنگ و نژاد
- ۱۹۶۳ : انتخاب سیدنی پواتیه به عنوان نخستین مرد بازیگر نقش اول اسکار
- ۵ اوت ۱۹۶۳: امضای قرارداد پیمان منع آزمایش‌های هسته‌ای میان ایالات متحده، اتحاد شوروی و انگلستان
- ۲۸ اوت ۱۹۶۳: راهپیمایی ۲۰۰ هزار فعال جنبش حقوق مدنی و برابری نژادی به سوی واشینگتن، سخنرانی مارتین لوتر کینگ «من یک رؤیا دارم»
- ۶ ژوئیه ۱۹۶۳: مرگ ویلیام فاکنر، نویسنده
- ۲۲ نوامبر ۱۹۶۳: ترور کندی در دالاس توسط لی هاروی اسوالد
- ۲۲ نوامبر ۱۹۶۳ : انتخاب لیندون بنیز جانسون به ریاست جمهوری
- ۲۴ نوامبر ۱۹۶۳: قتل لی هاروی اسوالد، قاتل جان اف کندی توسط جک رابی
- ۲۳ ژانویه ۱۹۶۴: اصلاحیه بیست چهارم قانون اساسی ایالات متحده آمریکا، نفی هرگونه محدودیت برای رأی دادن فارغ از رنگ و نژاد
- ۱۹۶۴: ارائه نظریه جامعه بزرگ از سوی لیندون بنیز جانسون
- ۱۹۶۴: تصویب قانون حقوق مدنی با هدف تأمین برابری سیاسی و شغلی
- ۱۹۶۴: تصویب قانون اشتغال کامل
- ۲ اوت ۱۹۶۴: حمله ویتنام شمالی به کشتی‌های جنگی آمریکا در خلیج تونکن، آغاز جنگ ویتنام
- ۷ اوت ۱۹۶۴: مجوز کنگره برای ارسال کمک به کشورهای عضو سیتو
- ۲۰ اکتبر ۱۹۶۴: درگذشت هربرت هوور
- نوامبر ۱۹۶۴: پیروزی لیندون بنیز جانسون در انتخابات ریاست جمهوری
- ۱۰ دسامبر ۱۹۶۴: اعطای جایزه صلح نوبل به مارتین لوتر کینگ، جوان‌ترین برنده جایزه
- ۲۰ ژانویه ۱۹۶۵: آغاز ریاست جمهوری لیندون جانسون
- ۷ فوریه ۱۹۶۵: بمباران گسترده ویتنام شمالی
- ۲۱ فوریه ۱۹۶۵: ترور مالکم ایکس در هارلم نیویورک
- ۶ آوریل ۱۹۶۵: مرگ ژنرال مک آرتور، فرمانده آمریکا در جنگ با ژاپن
- ۱۹۶۵: تصویب قانون مهاجرت
- ۱۹۶۵: تصویب قانون حق رای
- ۲۸ آوریل ۱۹۶۵: حمله آمریکا به دومینیکن برای سرنگونی دولت چپگرا
- ۱۹۶۵: تصویب قانون Medicaid و Medicare
- ۱۹۶۵ : انتخاب ویلیام رابرن به عنوان رئیس سیا
- ۱۹۶۵: تصویب قانون مدارس دبیرستان فدرال
- ۱۹۶۵ : انتخاب نخستین سفیر سیاه‌پوست ایالات متحده، پاتریک هریس، سفیر در بلژیک
- ۶ اوت ۱۹۶۵: شورش نژادی در ناحیه واتس در لس آنجلس
- ۹ سپتامبر ۱۹۶۵: تأسیس وزارت مسکن و توسعه شهری
- ۱۹۶۶: تأسیس حزب پلنگان سیاه با هدف مبارزه مسلحانه سیاهپوستان
- ۶ ژوئن ۱۹۶۶: فرود نخستین فضاپیمای جهان بر ماه توسط آمریکایی‌ها
- ۱۵ اکتبر ۱۹۶۶: تأسیس وزارت حمل و نقل
- ۱۹۶۶ : انتخاب ریچارد هلمز به عنوان رئیس سیا
- ۱۹۶۶: تصویب قانون امنیت ترافیک و حمل و نقل
- ۱۹۶۶: نخستین وزیر سیاهپوست، رابرت ویر، وزیر مسکن و توسعه شهری
- ۱۹۶۶: تأسیس سازمان ملی زنان، بزرگ‌ترین سازمان مدافع حقوق زنان
- ۱۰ فوریه ۱۹۶۷: تصویب الحاقیه ۲۵ قانون اساسی ایالات متحده آمریکا در مورد نحوه انتخاب معاون رئیس‌جمهور ایالات متحده آمریکا درصورت خالی بودن این پست
- بهار ۱۹۶۷: برگزاری بزرگ‌ترین تظاهرات ضد جنگ در سنترال پارک نیویورک
- ۱۰ مه ۱۹۶۷: آغاز مذاکرات صلح ویتنام در پاریس
- ۱۸ فوریه ۱۹۶۷: مرگ رابرت اپنهایمر، پدر بمب اتمی
- ۱۹۶۷ : انتخاب نخستین قاضی سیاه‌پوست دیوانعالی فدرال، تورگود مارشال
- ۱۹۶۷: اعطای خودمختاری به ساموآی آمریکا
- ۳۱ ژانویه ۱۹۶۸: حمله ویتنام شمالی به ویتنام جنوبی، یورش تت
- ۳۱ مارس ۱۹۶۸: انصراف لیندون بنیز جانسون برای شرکت در انتخابات ریاست جمهوری
- ۱۹۶۸: تأسیس فدراسیون مصرف‌کنندگان آمریکا
- ۴ آوریل ۱۹۶۸: ترور مارتین لوتر کینگ در ممفیس تنسی
- ۷ ژوئن ۱۹۶۸: ترور رابرت کندی
- ۱۹۶۸: تصویب قانون حقوق مدنی
- ۱۹۶۸: امضای پیمان منع گسترش سلاح‌های اتمی
- نوامبر ۱۹۶۸: پیروزی ریچارد نیکسون در انتخابات ریاست جمهوری
- نوامبر ۱۹۶۸ : انتخاب نخستین زن سیاه‌پوست زن کنگره ایالات متحده آمریکا، شرلی چشهولمز
- ۲۰ دسامبر ۱۹۶۸: مرگ جان استاینبک، نویسنده
- ۲۰ ژانویه ۱۹۶۹: آغاز ریاست جمهوری ریچارد نیکسون
- ژانویه ۱۹۶۹ : انتخاب ویلیام راجرز به عنوان وزیر خارجه
- ژانویه ۱۹۶۹ : انتخاب ملوین لایرد به عنوان وزیر دفاع
- ۱۹۶۹ : انتخاب کلارک کلیفورد به عنوان وزیر دفاع
- ۲۸ مارس ۱۹۶۹: مرگ آیزنهاور
- آوریل ۱۹۶۹: آغاز بمباران هوایی کامبوج
- ۲۱ ژوئیه ۱۹۶۹: فرود نخستین انسان بر روی ماه، نیل آرمسترانگ، آپولو ۱۱
- ۱۲ اوت ۱۹۶۹: پرتاب نخستین ماهواره جهان به نام اکو از سوی آمریکا
- اوت ۱۹۶۹: آغاز مذاکرات مخفی هنری کیسینجر با دولت ویتنام شمالی در پاریس
- ۱۹۶۹: تعداد سربازان آمریکایی در ویتنام از مرز ۵۴۰ هزار تن گذشت
- نوامبر ۱۹۶۹: برپایی بزرگ‌ترین تظاهرات ضد جنگ در آمریکا
- ۳۰ آوریل ۱۹۷۰: حمله زمینی آمریکا به کامبوج
- مه ۱۹۷۰: آشوب در دانشگاه‌های آمریکا در پی کشته شدن ۴ دانشجوی ضد جنگ توسط پلیس
- ۱ ژوئیه ۱۹۷۰: تأسیس دفتر مدیریت و بودجه کاخ سفید
- ۱۹۷۰: تأسیس آژانس حفاظت محیط زیست ایالات متحده آمریکا
- ۱۹۷۰: اعطای جایزه صلح نوبل به نورمن بورلوگ
- ۳۰ ژانویه ۱۹۷۱: اصلاحیه بیست وششم قانون اساسی آمریکا، کاهش حق رأی به ۱۸ سال (سن رای در ایالات متحده آمریکا)
- مارس ۱۹۷۱: سفر تیم پینگ پنگ آمریکا به چین، آغاز دیپلماسی پینگ پنگ
- ۲۵ آوریل ۱۹۷۱: تظاهرات ۲۰۰ هزار نفری در واشینگتن در اعتراض به جنگ ویتنام
- ۱۹۷۱: تأسیس صلح سبز آمریکا
- ژوئیه ۱۹۷۱: سفر کیسینجر به پکن
- ۲۲ ژانویه ۱۹۷۲: مرگ لیندون بنیز جانسون
- فوریه ۱۹۷۲: سفر نیکسون به پکن، نخستین سفر رئیس‌جمهوری ایالات متحده به چین
- ۲۶ مه ۱۹۷۲: امضای پیمان منع تولید موشک‌های ضد موشک میان ایالات متحده و اتحاد شوروی
- ۲۶ مه ۱۹۷۲: امضای قرارداد سالت ۱ با اتحاد شوروی
- ۱۹۷۲: تصویب قانون فرصت‌های شغلی، اجرای تبعیض مثبت
- نوامبر ۱۹۷۲: پیروزی مجدد ریچارد نیکسون در انتخابات ریاست جمهوری
- ۱۶ دسامبر ۱۹۷۲: حمله هواپیماهای ب-۵۲ به ویتنام شمالی
- ۲۶ دسامبر ۱۹۷۲: مرگ هری ترومن
- ۲۰ ژانویه ۱۹۷۳: آغاز ریاست جمهوری ریچارد نیکسون
- ژانویه ۱۹۷۳ : انتخاب جیمز شلزینگر به عنوان وزیر دفاع
- ۲۷ ژانویه ۱۹۷۳: امضای قرارداد صلح ویتنام در پاریس
- فوریه ۱۹۷۳: تأسیس دفاتر ارتباطی آمریکا و چین در پایتخت‌های دو کشور
- ۱۹۷۳ : انتخاب ویلیام کلبی به عنوان رئیس سیا
- ۱۹۷۳: تأسیس انجمن ملی نیروهای رزمی همجنسگرا
- ۱۹۷۳: افتتاح ساختمان‌های دوقلوی مرکز تجارت جهانی نیویورک
- ۲۲ اوت ۱۹۷۳ : انتخاب هنری کیسینجر به عنوان وزیر خارجه
- ۱۹۷۳: قانونی شدن سقط جنین بر اساس حکم «رو علیه وید» از سوی دیوان عالی فدرال ایالات متحده آمریکا
- ۱۹۷۳: استقرار اسکای لب، نخستین ایستگاه فضایی آمریکا در فضا
- ۱۱ سپتامبر ۱۹۷۳: کودتای آمریکایی علیه سالوادور آلنده در شیلی
- دسامبر ۱۹۷۳: اعطای جایزه صلح نوبل به هنری کیسینجر به دلیل نقش وی در کمک به برقراری صلح در ویتنام
- ژوئیه ۱۹۷۴: تصویب رسیدگی به اعلام جرم علیه ریچارد نیکسون در کمیته قضایی مجلس نمایندگان ایالات متحده آمریکا
- ۴ اوت ۱۹۷۴ : انتشار نوارهای رسوایی واتر گیت
- ۹ اوت ۱۹۷۴: استعفای ریچارد نیکسون از ریاست جمهوری
- ۹ اوت ۱۹۷۴: معرفی جرالد فورد به عنوان رئیس‌جمهوری
- ۱۹۷۵ : انتخاب دونالد رامسفلد به عنوان وزیر دفاع
- فوریه ۱۹۷۵: قطع کمک‌های مالی آمریکا از سوی کنگره ایالات متحده آمریکا به ویتنام جنوبی، لائوس و کامبوج
- ۲۹ آوریل ۱۹۷۵: پرواز آخرین هلی کوپتر آمریکایی از فراز سفارت آمریکا در سایگون
- ۵ سپتامبر ۱۹۷۵: ترور ناکام جرالد فورد
- ۱۹۷۶ : انتخاب جورج بوش به عنوان رئیس سیا
- ۱۹۷۶ : انتخاب نخستین وزیر زن سیاهپوست، پاتریک هریس، وزیر مسکن و توسعه شهری
- نوامبر ۱۹۷۶: پیروزی جیمی کارتر در انتخابات ریاست جمهوری
- ۲۰ ژانویه ۱۹۷۷: آغاز ریاست جمهوری جیمی کارتر
- ژانویه ۱۹۷۷ : انتخاب سایروس ونس به عنوان وزیر خارجه
- ژانویه ۱۹۷۷ : انتخاب هارولد براون به عنوان وزیر دفاع
- نوامبر ۱۹۷۷ : انتخاب بیل کلینتون به عنوان دادستان کل ایالت آرکانسا
- ۱۹۷۷ : انتخاب استانسفیلد ترنربه عنوان رئیس سیا
- ۴ اوت ۱۹۷۷: تأسیس وزارت نیروی آمریکا
- ۲۵ دسامبر ۱۹۷۷: مرگ چارلی چاپلین
- ۱۹۷۸ : انتقال حاکمیت بر کانال پاناما از آمریکا به پاناما
- ۱۷ سپتامبر ۱۹۷۸: امضای قرارداد صلح کمپ دیوید میان مصر و اسرائیل
- ۱۶ دسامبر ۱۹۷۸: آغاز روابط دیپلماتیک میان ایالات متحده آمریکا و چین
- ۲۱ ژوئن ۱۹۷۹: اعلام تشکیل نیروی‌های واکنش سریع
- ۲۴ ژوئن ۱۹۷۹: امضای قرارداد سالت ۲ میان ایالات متحده آمریکا و اتحاد شوروی
- ۲۷ سپتامبر ۱۹۷۹: تأسیس وزارت بهداشت و خدمات انسانی
- ۲۷ سپتامبر ۱۹۷۹: تأسیس وزارت آموزش
- ۲۲ اکتبر ۱۹۷۹: ورود محمد رضا پهلوی به آمریکا
- ۴ نوامبر ۱۹۷۹: تسخیر سفارت آمریکا در تهران، آغاز ۴۴۴ روز گروگانگیری
- ۷ مه ۱۹۸۰ : مرگ هنری میلر، نویسنده
- ۱۹۸۰ : انتخاب ادموند ماسکی به عنوان وزیر خارجه
- ۱۹۸۰ : تأسیس وزارت آموزش
- ۱۹۸۰ : ترور جان لنون
- ۲۴ آوریل ۱۹۸۰ : عملیات ناموفق آمریکایی‌ها در طبس برای آزادی گروگان‌ها (عملیات طبس)
- ۱۹۸۰ : تحریم المپیک مسکو از سوی ایالات متحده آمریکا
- نوامبر ۱۹۸۰ : پیروزی رونالد ریگان در انتخابات ریاست جمهوری
- ۲۰ ژانویه ۱۹۸۱ : آغاز ریاست جمهوری رونالد ریگان
- ۲۰ ژانویه۱۹۸۱ : آزادی گروگان‌های آمریکایی در تهران
- ۱۹۸۱ : انتخاب الکساندر هیگ به عنوان وزیر خارجه
- ۱۹۸۱ : انتخاب کاسپر واینبرگر به عنوان وزیر دفاع
- ۱۹۸۱ : انتخاب ویلیام کیسی به عنوان رئیس سیا
- ۱۹۸۱ : انتخاب نخستین قاضی زن دیوان عالی فدرال ایالات متحده آمریکا، ساندرا دی اوکانر
- مارس ۱۹۸۱ : فرمان ریگان برای کمک مالی به ضد انقلابیون نیکاراگوئه
- ۳۰ مازس ۱۹۸۱ : ترور ناموفق رونالد ریگان توسط جان هینکلی
- ۱۹۸۲ : انتخاب جورج شولتز به عنوان وزیر خارجه
- ژوئن ۱۹۸۲ : ریگان، اتحاد شوروی را امپراتوری شیطان خواند
- ۷ ژوئیه ۱۹۸۲ : به آتش کشیده شدن سفارت آمریکا توسط یک فلسطینی
- مارس ۱۹۸۳ : ارائه طرح سپر دفاع استراتژیک موسوم به جنگ ستارگان از سوی ریگان
- ۲۳ اکتبر ۱۹۸۳ : انفجار مقر آمریکایی‌ها در بیروت
- ۱۹۸۳ : انتخاب نخستین دختر شایسته سیاه‌پوست، ونسا ویلیامز
- ۲۵ اکتبر ۱۹۸۳ : اشغال گرانادا
- ۱۹۸۴ : برگزاری المپیک لس آنجلس
- ۱۹۸۴ : معرفی جرالدین فرارو به عنوان نخستین نامزد زن معاونت ریاست جمهوری از سوی والتر ماندیل
- نوامبر ۱۹۸۴ : پیروزی مجدد رونالد ریگان در انتخابات ریاست جمهوری
- ۳ دسامبر ۱۹۸۴ : فاجعه نشت گاز از کارخانه یونایتد کارباید در بوپال هند
- ۲۰ ژانویه ۱۹۸۵ : آغاز ریاست جمهوری رونالد ریگان
- ژانویه ۱۹۸۵ : دیدار رونالد ریگان و میخاییل گورباچف در ریکیاویک
- ۱۵ ژوئیه ۱۹۸۵ : ورود تفنگداران آمریکایی به لبنان با درخواست رئیس‌جمهوری این کشور
- ۱۴ آوریل ۱۹۸۶ : حمله هوایی آمریکا به لیبی
- ۱۹۸۶ : انفجار فضاپیمای چلنجر در فضا
- ۱۹۸۶ : اعطای جایزه صلح نوبل به الی ویزیل، نویسنده در مورد هولوکاست
- اکتبر ۱۹۸۶ : دیدار ریگان و گورباچف در واشینگتن
- ۱۹۸۶ : تصویب قانون اصلاح مالیاتی
- ۳ نوامبر ۱۹۸۶ : چاپ نخستین گزارش معامله فروش سلاح به ایران در روزنامه الشرع لبنان، آغاز ماجرای ایران - کنترا
- ۱۹۸۷ : انتخاب فرانک کارلوچی به عنوان وزیر دفاع
- ۱۹۸۷ : انتخاب ویلیام وبستر به عنوان رئیس سیا
- ۱۹۸۷ : سقوط ۲۷ درصدی ارزش سهام میانگین صنعتی داو جونز در دوشنبه سیاه
- ۶ دسامبر ۱۹۸۷ : دیدار ریگان و گورباچف درواشنگتن و امضای قرارداد کاهش موشک‌های هسته‌ای با برد متوسط
- ژوئن ۱۹۸۸ : دیدار ریگان و گورباچف درمسکو
- ۳ ژوئیه ۱۹۸۸ : سقوط هواپیمای مسافربری ایران توسط ناو جنگی آمریکا
- نوامبر ۱۹۸۸ : پیروزی جورج هربرت واکر بوش در انتخابات ریاست جمهوری
- ۱۴ دسامبر ۱۹۸۸ : لغو ممنوعیت مذاکره با سازمان آزادیبخش فلسطین
- ۱۹۸۸ : اجرایی شدن پیمان کاهش موشک‌های اتمی میان برد
- ۲۱ دسامبر ۱۹۸۸ : سقوط هواپیمای پان آمریکن بر فراز لاکربی اسکاتلند
- ۲۰ ژانویه ۱۹۸۹ : آغاز ریاست جمهوری جرج هربرت واکر بوش
- ۲۰ دسامبر ۱۹۸۹ : حمله آمریکا به پاناما(حمله آمریکا به پاناما)
- ۲۰ ژانویه ۱۹۸۹ : آغاز ریاست جمهوری جورج واکر بوش
- ۱۹۸۹ : انتخاب جیمز بیکر به عنوان وزیر خارجه
- ۱۹۸۹ : انتخاب دیک چنی به عنوان وزیر دفاع
- ۱۹۸۹ : وقوع زلزله در ساحل سانفرانسیسکو
- ۱۹۸۹ : تأسیس وزارت امور سربازان از جنگ بازگشته
- ۱ اکتبر ۱۹۸۹ : انتخاب نخستین رئیس ستاد مشترک ارتش، کولین پاول
- نوامبر ۱۹۹۰ : انتخاب نخستین فرماندار سیاه‌پوست در آمریکا، داگلاس ویلدر در ایالت ویرجینیا
- ۱۹۹۰ : استقرار تلسکوپ هابل در مدار زمین
- ۲۲ دسامبر ۱۹۹۰ : استقلال جزایر مارشال از ایالات متحده
- ۱۹۹۱ : انتخاب رابرت گیتس به عنوان رئیس سیا
- ۱۲ ژانویه ۱۹۹۱ : تصویب مجوز حمله نظامی به عراق برای آزادسازی کویت
- ۲۴ فوریه ۱۹۹۱ : حمله زمینی ارتش آمریکا به عراق
- ۲۷ فوریه ۱۹۹۱ : تسلیم عراق، آزادی کویت و پایان جنگ
- ۳۰ اکتبر ۱۹۹۱ : آغاز کنفرانس صلح مادرید به ریاست مشترک جورج بوش و میخایل گورباچف
- ۲۸ ژانویه ۱۹۹۲ : آخرین نطق سالیانه بوش در کنگره
- مارس ۱۹۹۲ : حادثه کتک خوردن رادنی کینگ در لس آنجلس
- ۲۹ آوریل ۱۹۹۲ : بروز آشوب‌های نژادی در شهر لس آنجلس
- ۷ مه ۱۹۹۲ : اصلاحیه بیست هفتم قانون اساسی ایالات متحده آمریکا، منع کنگره ایالات متحده آمریکا از افزایش هزینه‌های دولت در حد فاصل انتخابات تا زمان ورود نمایندگان جدید به کنگره
- اوت ۱۹۹۲ : انتخاب لاورنس ایگلبرگر به عنوان وزیر خارجه
- ۱۹۹۲ : وقوع توفند اندرو در جنوب شرق آمریکا
- ۱۹۹۲ : تأسیس انجمن مطبوعات آمریکا
- اکتبر ۱۹۹۲ : امضای پیمان نفتا میان ایالات متحده، کانادا و مکزیک
- ۴ نوامبر۱۹۹۲ : پیروزی بیل کلینتون در انتخابات ریاست جمهوری
- ۳ ژانویه ۱۹۹۳ : امضای پیمان استارت ۲ میان ایالات متحده و روسیه
- ۲۰ ژانویه ۱۹۹۳ : آغاز ریاست جمهوری بیل کلینتون
- ژانویه۱۹۹۳ : انتخاب وارن کریستوفر به عنوان وزیر خارجه
- ژانویه ۱۹۹۳ : انتخاب لس آسپن به عنوان وزیر دفاع
- ژانویه ۱۹۹۳ : انتخاب جیمز وولسی به عنوان رئیس سیا
- ۱۹ ژانویه ۱۹۹۳ : مجاز شدن حضور همجنسگرایان در ارتش ایالات متحده
- ۲۶ قوریه ۱۹۹۳ : انفجار تروریستی در مرکز تجارت جهانی نیویورک
- ۱۹ آوریل ۱۹۹۳ : حمله پلیس به مرکز دیویدیان، وقوع حادثه واکو
- ۱۳ سپتامبر ۱۹۹۳ : قرارداد صلح میان عرفات و رابین با حضور کلینتون
- ۳ اکتبر ۱۹۹۳ : حمله ناموفق هلی کوپترهای آمریکایی به موگادیشو، وقوع حادثه سقوط هلی کوپتر بلک هاوک
- نوامبر ۱۹۹۳ : تصویب قانون بریدی با هدف محدود کردن حمل و نقل سلاح
- ۳ دسامبر ۱۹۹۳ : مداخله نظامی آمریکا در سومالی
- ۲۵ ژانویه ۱۹۹۴ : نطق سالیانه کلینتون در کنگره موسوم به استیت آو یونیون آدرس
- ۲۴ آوریل ۱۹۹۴ : مرگ ریچارد نیکسون
- ۲۵ ژوئیه ۱۹۹۴ : قرارداد صلح میان اردن و اسرائیل در کاخ سفید با حضور کلینتون
- ۱۹۹۴ : وقوع زلزله در لس آنجلس
- ۱۹ سپتامبر ۱۹۹۴ : ورود نظامیان آمریکایی به هائیتی برای به قدرت رساندن ژان برتراند آریستید
- ۱۹۹۴ : اجرایی شدن قرار داد نفتا
- ۱ اکتبر ۱۹۹۴ : استقلال جزایر پالائو از ایالات متحده
- ۸ نوامبر ۱۹۹۴ : کسب اکثریت مجلس نمایندگان ایالات متحده آمریکا توسط جمهوریخواهان پس ازسال ۱۹۵۵
- ۸ نوامبر ۱۹۹۴ : پیروزی جورج بوش در انتخابات فرمانداری تگزاس
- ژانویه ۱۹۹۵ : انتخاب جان دویچ به عنوان رئیس سیا
- ۲۴ ژانویه ۱۹۹۵ : نطق سالیانه کلینتون در کنگره
- ۱۸ آوریل ۱۹۹۵ : انفجار بمب در ساختمان فدرال شهر اکلاهما سیتی (انفجار اوکلاهما سیتی)
- ۱۴ نوامبر ۱۹۹۵ : تعطیلی فعالیت دولت فدرال برای نخستین با در تاریخ ایالات متحده به دلیل اختلاف نظر میلن کاخ سفید و کنگره
- ۱۹۹۵ : انفجار در هواپیمای TWA و مرگ ۲۳۰ نفر
- ۱۵ نوامبر ۱۹۹۵ : آغاز روابط غیراخلاقی بیل کلینتون با مونیکا لوئینسکی (رسوایی مونیکا گیت)
- ۳۰ نوامبر ۱۹۹۵ : نخستین سفر رئیس‌جمهوری ایالات متحده یه ایرلند شمالی
- ۲۳ ژانویه ۱۹۹۶ : نطق سالیانه کلینتون در کنگره
- ۲۴ فوریه ۱۹۹۶ : سرنگونی دو هواپیمای آمریکایی توسط کوبا
- ۲۵ ژوئن ۱۹۹۶ : انفجار مقر آمریکایی‌ها در ظهران عریستان
- ۱۹۹۶ : انفجار بمب در پارک المپیک در شهر آتلانتا
- ۶ اوت ۱۹۹۶ : امضای قانون داماتو علیه جمهوری اسلامی ایران
- نوامبر ۱۹۹۶ : پیروزی مجدد بیل کلینتون در انتخابات ریاست جمهوری
- ۲۰ ژانویه ۱۹۹۷ : آغاز دور دوم ریاست جمهوری بیل کلینتون
- ژانویه ۱۹۹۷ : انتخاب مادلین آلبرایت به عنوان وزیر خارجه، نخستین وزیر خارجه زن
- ژانویه ۱۹۹۷ : انتخاب ویلیام پری به عنوان وزیر دفاع
- ژانویه ۱۹۹۷ : انتخاب ویلیام کوهن به عنوان وزیر دفاع
- ژانویه ۱۹۹۷ : انتخاب نخستین دادستان کل زن، جنت رینو
- ژانویه ۱۹۹۷ : انتخاب جورج تنت به عنوان رئیس سیا
- ۴ فوریه ۱۹۹۷ : نطق سالیانه کلینتون در کنگره
- ۲۹ مارس ۱۹۹۷ : آخرین تماس جنسی کلینتون با مونیکا لوئینسکی
- ۱۹۹۷ : انتخاب نخستین ژنرال سه ستاره زن ارتش، ژنرال کلودیا کندی
- ۱۹۹۷ : موافقت کلینتون با انجام تحقیقات در مورد تاگ‌سازی انسانی
- ۱۹۹۷ : اعطای جایزه صلح نوبل به جودی ویلیامز در مورد مین‌های ضد نفر
- ۳ ژوئن ۱۹۹۷ : انتشار بیانیه «پروژه قرن جدید ایالات متحده»
- ۱۷ ژانویه ۱۹۹۸ : سوگند کلینتون در ماجرای شکایت پاولا جونز
- ۲۱ ژانویه ۱۹۹۸ : انکار رابطه جنسی با مونیکا لوئینسکی از سوی کلینتون
- ۲۷ ژانویه ۱۹۹۸ : نطق سالیانه کلینتون در کنگره
- ۱۷ اوت ۱۹۹۸ : شهادت کلینتون در مقابل دادگاه و پذیرش اتهام شهادت دروغ از سوی وی
- ۱۹۹۸ : انفجار سفارتخانه‌های آمریکا در تانزانیا و کنیا
- ۹ سپتامبر ۱۹۹۸ : ارسال پرونده وایت واتر و لوئینسکی از سوی کنت استار به کنگره
- نوامبر ۱۹۹۸ : پیروزی مجدد جورج بوش در انتخابات فرمانداری تگزاس
- ۱۹ ژانویه ۱۹۹۹ : نطق سالیانه کلینتون در کنگره
- ۲۰ آوریل ۱۹۹۹ : حادثه تیراندازی در مدرسه کلمباین در ایالت کلرادو
- ۱۹۹۹ : استیضاح کلینتون در سنا
- نوامبر ۱۹۹۹ : اوج‌گیری تنش میان ایالات متحده و کوبا در خصوص الیان کودک کوبایی
- ۳۱ دسامبر ۱۹۹۹ : بازگرداندن کانال پاناما از سوی ایالات متحده

### سده ۲۱ میلادی
- ۲۷ ژانویه ۲۰۰۰ : آخرین نطق سالیانه بیل کلینتون در کنگره ایالات متحده آمریکا
- ۷ نوامبر ۲۰۰۰ : پیروزی جورج دبلیو بوش در انتخابات ریاست جمهوری ایالات متحده آمریکا
- ۲۰۰۰ : حمله القاعده به ناو آمریکایی یواس‌اس کول در خلیج عدن
- ۱۲ دسامبر ۲۰۰۰ : صدور حکم دیوان عالی فدرال ایالات متحده آمریکا در مورد تأیید ریاست جمهوری بوش
- ۲۰ ژانویه ۲۰۰۱ : آغاز ریاست جمهوری جورج دبلیو بوش
- ۲۰۰۱ : انتخاب کالین پاول به عنوان وزیر خارجه، نخستین وزیر خارجه سیاهپوست
- ۲۰۰۱ : انتخاب دونالد رامسفلد به عنوان وزیر دفاع
- ۲۰۰۱ : کناره‌گیری جیمز جفوردز از حزب جمهوریخواه ایالات متحده آمریکا و کسب برتری حزب دموکرات ایالات متحده آمریکا در مجلس سنای ایالات متحده آمریکا
- ۱۱ سپتامبر ۲۰۰۱ : حمله هواپیماهای ربوده شده توسط عوامل القاعده به برج‌های مرکز تجارت جهانی نیویورک و ساختمان پنتاگون در واشینگتن دی سی (حادثه ۱۱ سپتامبر)
- ۷ اکتبر ۲۰۰۱ : حمله آمریکا به افغانستان و سرنگونی حکومت طالبان (جنگ افغانستان)
- ۲۹ ژانویه ۲۰۰۲ : نطق سالیانه جورج دبلیو بوش در کنگره (استیت آو یونیون آدرس) و اعلام ایران عراق و کره شمالی به عنوان محور شرارت
- ۲۰۰۲ : خروج ایالات متحده آمریکا از پیمان منع تولید موشک‌های ضد موشک
- ۲۰۰۲ : تأسیس وزارت امنیت داخلی ایالات متحده آمریکا
- ۲۰۰۲ : اعطای جایزه صلح نوبل به جیمی کارتر
- ژانویه ۲۰۰۳ : تسلط جمهوریخواهان مجلس سنای ایالات متحده آمریکا
- ۲۴ ژانویه ۲۰۰۳ : انتخاب تام ریچ به عنوان نخستین وزیر وزارت امنیت داخلی ایالات متحده آمریکا
- ۲۸ ژانویه ۲۰۰۳ : نطق سالیانه جورج دبلیو بوش در کنگره ایالات متحده آمریکا (استیت آو یونیون آدرس)
- ۲۰ مارس ۲۰۰۳ : حمله نظامی آمریکا به عراق (جنگ عراق)
- ۹ آوریل ۲۰۰۳ : ورود ارتش آمریکا به بغداد، سرنگونی صدام
- ۲۰۰۳ : انفجار فضاپیمای کلمبیا بر فراز تگزاس هنگام ورود به جوّ زمین
- ۲۰ ژانویه ۲۰۰۴ : نطق سالیانه جورج دبلیو بوش در کنگره ایالات متحده آمریکا (استیت آو یونیون آدرس)
- ۲۰۰۴ : انتخاب پورتو گاس به عنوان رئیس سیا
- ۶ ژوئن ۲۰۰۴ : درگذشت رونالد ریگان
- ۲ نوامبر ۲۰۰۴ : پیروزی مجدد جورج دبلیو بوش در انتخابات ریاست جمهوری ایالات متحده آمریکا
- ۲ نوامبر ۲۰۰۴ : تسلط جمهوریخواهان بر هردو مجلس کنگره ایالات متحده آمریکا
- ۲۰ ژانویه ۲۰۰۵ : آغاز ریاست جمهوری جورج دبلیو بوش
- ۲۰۰۵ : انتخاب کاندولیزا رایس به عنوان وزیر خارجه، نخستین وزیر خارجه زن سیاهپوست
- ۲ فوریه ۲۰۰۵ : نطق سالیانه بوش در کنگره(استیت او یونیون)
- اوت ۲۰۰۵ : وقوع طوفان کاترینا در جنوب شرقی آمریکا
- ۲۰۰۶ : انتخاب مایکل هیدن به عنوان رئیس سیا
- ۷ نوامبر ۲۰۰۶ : کسب اکثریت کنگره ایالات متحده آمریکا توسط حزب دموکرات ایالات متحده آمریکا پس از ۱۲ سال
- ۷ نوامبر ۲۰۰۶ : انتخاب نخستین مسلمان کنگره ایالات متحده آمریکا، کیث الیسون از ایالت مینه‌سوتا در مجلس نمایندگان ایالات متحده آمریکا
- ۶ دسامبر ۲۰۰۶ : انتخاب رابرت گیتس به عنوان وزیر دفاع
- ۲۶ دسامبر ۲۰۰۶ : درگذشت جرالد فورد
- ۲۷ دسامبر : ارائه راهبرد جدید آمریکا در جنگ عراق
- ۴ ژانویه ۲۰۰۷ : انتخاب نخستین رئیس مجلس زن، نانسی پلوسی
- ۴ ژانویه ۲۰۰۷ : سوگند به قرآن برای نخستین بار در کنگره ایالات متحده آمریکا توسط کیث ایلیسون، اولین نماینده مسلمان کنگره
- ۳۱ ژانویه ۲۰۰۷ : نطق سالیانه بوش در کنگره
- ۱۲ فوریه ۲۰۰۷ : انتخاب نخستین رئیس زن دانشگاه هاروارد، درو گیلپن فاست
- ۶ آوریل ۲۰۰۷ : کشتار ۳۲ دانشجو در دانشگاه ویرجینیا تک بزرگ‌ترین قتل‌عام در محیط‌های آموزشی در آمریکا
- نوامبر۲۰۰۸ : پیروزی باراک اوباما در انتخابات ریاست جمهوری آمریکا، نخستین سیاه‌پوست رئیس‌جمهور آمریکا
- نوامبر ۲۰۱۲:پیروزی مجدد باراک اوباما در انتخابات ریاست جمهوری آمریکا
- نوامبر ۲۰۱۶:پیروزی دونالد ترامپ در انتخابات ریاست جمهوری آمریکا
- نوامبر ۲۰۲۰:پیروزی جو بایدن در انتخابات ریاست جمهوری آمریکا
- ۲۰ ژانویه ۲۰۲۱:آغاز ریاست جمهوری جو بایدن

## کتابشناسی
- Timeline of the American Revolution
- Library of Congress. Time Line of African American History, 1852–1880
- David Ramsay, A chronological table of the principal events which have taken place in the English colonies, now United States, from, Charlestown, S.C: From the press of J. Hoff, LCCN 87695663

### چاپ شده در سده ۱۹ میلادی
- George Henry Townsend (1867). "United States". A Manual of Dates (2nd ed.). London: Frederick Warne & Co.
- William Henry Overall, ed. (1870), "United States of America", Dictionary of Chronology, London: William Tegg, OCLC 2613202 – via HathiTrust

### چاپ شده در سده ۲۰ میلادی
- Henry Smith Williams, ed. (1908). "Chronological Summary of the History of the United States". United States, Spanish America. Historians' History of the World. Vol. 23. London: Hooper & Jackson.
- Benjamin Vincent (1910). "United States of America". Haydn's Dictionary of Dates (25th ed.). London: Ward, Lock & Co. , Ltd.
- Charles Ripley Damon (1921). "American Dictionary of Dates, 458-1920". Morristown, Tennessee: Globe Book Co. {{cite journal}}: Cite journal requires |journal= (help) + v.2, v.3
- George William Douglas (1948), American Book of Days, New York: H. W. Wilson Co., OL 23248320M – via Internet Archive (fulltext)
- Gorton Carruth, ed. (1972). Encyclopedia of American Facts and Dates (7th ed.). New York: Crowell. OL 5297973M.
- Schlesinger, Jr. , Arther M. The Almanac of American History (1983)
- Ernie Gross (1990). This Day in American History. Neal-Schuman. ISBN 978-1-55570-046-1.
- Kutler, Stanley L. , ed. Encyclopedia of the United States in the Twentieth Century (4 vol, 1996)
- Morris, Richard, ed. Encyclopedia of American History (7th ed. 1996)
- Laurence Urdang, ed. (1996). Timetables of American History. Touchstone. ISBN 978-0-7432-0261-9 – via Google Books.
- Joseph Nathan Kane;  et al. (1997), Famous First Facts (5th ed.), New York: H.W. Wilson, OL 684443M – via Internet Archive (fulltext)

### چاپ شده در سده ۲۱ میلادی
- Bernard Trawicky (2000). Anniversaries and Holidays (5th ed.). American Library Association. ISBN 978-0-8389-1004-7.
- Ross Gregory (2003). "Chronology". Cold War America, 1946 To 1990. Facts on File. ISBN 978-1-4381-0798-1.
- Cordelia Candelaria, ed. (2004). "Chronology". Encyclopedia of Latino Popular Culture. Greenwood Publishing Group. pp. lxiii–lxxii. ISBN 978-0-313-33210-4.
- Robin D. G. Kelley and Earl Lewis, ed. (2005). "Chronology". To Make Our World Anew: a History of African Americans. Oxford University Press. ISBN 978-0-19-983893-6.
- Nell Irvin Painter (2006). "Timelines". Creating Black Americans: African-American History and Its Meanings, 1619 to the Present. Oxford University Press. p. 361+. ISBN 978-0-19-513755-2.
- Richard Kurin (2013). "Time Line". Smithsonian's History of America in 101 Objects. Penguin. ISBN 978-1-101-63877-4.